# Волости Томской губернии
Во́лости То́мской губе́рнии — перечень низовых единиц административно-территориального деления в Российской империи. Волости образуемые из смежных сельских обществ, с численностью населения, как правило, от 300 до 2000 ревизских душ мужского пола.

## Понятие волостей
При окончательном волостном делении Российской империи в 1797 году за их основу было принято прежнее разделение на приходы и слободы. Каждое сельское общество имело сельский сход, выбиравший сельских должностных лиц (сельского старосту, сборщика податей, сотских, десятских) и разрешавший некоторые поземельные дела (например, переделы общинных земель), раскладку налогов, мелкие полицейские дела. Гораздо большее значение имело волостное сословное крестьянское звено — волостной сход.
Впервые волости в форме слобод были указаны в 1873 году в составе Томской области — при формировании Колыванского наместничества (губернии) в составе Сибирского царства Российской Империи: в волости были преобразованы слободы Томского и Бийского уездов.
Волостное управление, на основании Общего положения о крестьянах 1861 года, составляли:
- волостной сход;
- волостной старшина с волостным правлением;
- волостной крестьянский (земский) суд.

Все эти учреждения местного (земского) самоуправления находились под управлением системы органов правительственно-дворянского надзора:
- мировой посредник;
- земский участковый начальник.

Важное значение имели и местные дворянские собрания и объединения иных состоятельных и уважаемых граждан (купцы, предприниматели и др.).
На территории Томской губернии, существовавшей в XIX и начале XX вв., были три вида таких административно-территориальных единиц, как волости:
- С прежнего времени сохранялись (постепенно исчезая к началу XX века) инородные волости, дючины и управы, основанные на власти князков и иных правителей немногочисленных кочевых племён. Ряд таких инородных и ясачных волостей, по мере увеличения оседлого образа жизни племён и родов, с интеграцией в эти поселения прибывающего в Сибирь русского населения, постепенно преобразовались в обычные волости. Инородные волости часто приходились на территории уже установившихся (одной или двух-трёх) сибирских волостей — самоуправление и сбор налогов у инородцев шёл по законам, установленным в Российской империи для малочисленных и кочевых народов, власть в стандартных волостях осуществлялась по основному своду законов страны. Эти две системы не противоречили друг другу и существовали параллельно, не вызывая никаких конфликтов.
- Часть инородных территорий оформлялась в полицейские станы, часто носившие номерные наименования: власть и сбор налогов здесь осуществлялась под приглядом станового полицмейстера, а не князьца (вождя) племени или рода — особенно, если такая власть не была чётко оформленной или была явно слабой.
- Значительная, основная часть территории губернии оказалась разделённой обычного для России вида волостей, которые к началу XIX века или уже были сформированы, или формировалась в условиях местного самоуправления: на сходах в крупном селе представителей окрестных поселений. Такие волости нередко видоизменялись, когда население принимало решение о разделении одной волости на несколько или о присоединении к соседней, более сильной волости. Особенностью губернии являлось громадность территории с низкой плотностью населения. Поэтому волости порой по своей территории могли оказаться больше, чем целые уезды (или несколько уездов) в Центральной России.

Таким образом, в разные десятилетия с 1804 по 1925 гг., на территории губернии имелось разное количество волостей. Также следует учитывать, что границы Томской губернии в XIX веке изменялись в направлении Семипалатинска и Омска. В июне 1917 года решением Временного правительства России из состава губернии была выведена южная территория, ставшая вновь образованной Алтайской губернией. В июне 1921 года решением Сибревкома часть территории Томской губернии южнее и западнее Ново-Николаевска (с присоединённых некоторых волостей Алтайской и Омской губерний) была выведена во вновь создаваемую Нов-Николаевскую губернию. При этом создавались новые уезды и в них формировались новые волости.
Организационно волости входили в состав уездов, которые некоторое время в XIX веке пытались именовать округами. Уезды формировали саму губернию.
Ниже приводится список известных волостей на территории Томской губернии, с указанием года, когда эти волости упоминаются в архивных и исторических источниках. По сравнению с базовым справочником волостей Российской империи «Волостныя, станичныя, сельскія, гминныя правленія и управленія, а также полицейскіе станы всей Россіи съ обозначеніем мѣста ихъ нахожденія». — Кіевъ: Изд-во Т-ва Л. М. Фишъ, 1913 архивные источники указали значительно больше волостей в Томской губернии, чем приводится в данном справочнике.
В советское время по воле политики Сибревкома, с 1923 года волости стали постепенно преобразовываться к их упразднению с мая 1925 года. Сначала — реформами «укрупнения» волостей, а затем, летом 1925 года, — были окончательно упразднены в ходе административно-территориальной реформы «районирования»: крупные и укрупнённые волости, а порой и несколько соседних волостей стали формировать район — новый вариант первичной административно-территориальной единицы страны. Основой районов стали территории, на которые в 1920—1925 гг. распространялась юрисдикция райкомов РКП(б) — органов, которые фактически осуществляли власть, власть партии на советских территориях.

## Список волостей (по уездам)

### Томский уезд
Уезд был создан задолго до образования Томской губернии. В составе Томской губернии находился в период с 1804 по 1925 гг.
- Александровская волость, центр — село Александровское, Томский уезд (1910, 1911, 1924): не путать с одноимёнными волостями в других уездах Томской губернии: Барнаульском, Бийском, Змеиногорском, Кузнецком и Нарымском.
- Алексеевская волость, центр — село Алексеевское, Томский уезд (1911, 1914, 1916, 1921): не путать с одноимёнными волостями в других уездах Томской губернии: Барнаульском, Ново-Николаевском, Кузнецком, др.
- Амбарцевская волость, центр — село Амбарцево, Томский уезд (1899, 1913, 1924).
- Андарминская волость, Томский уезд (1921).
- Арлюковская волость (она же — Кереренская волость), Томский уезд (1917, 1920, 1922).
- Архангельская волость, центр — село Архангельское Томский уезд (1917) (территория совр. Первомайского района).
- Ачинская волость (она же: Подгородная волость), центр — селение Ачинское, Томский уезд (XVIII век и до 1822, до создания Ачинского уезда, который будет передан Енисейской губернии)[2]
- Бабарыкинская волость (писали также: Боборыкинская и Бобарыкинская), центр — село Бабарыкинское, Томский уезд (1913).
- Барабинская волость, центр — село Барабинское, Томский уезд (1913, июнь 1917).
- Барышевская волость, центр — село Барышевское, Томский уезд (1916); Ново-Николаевский уезд (с 1917). С 1922 — «укрупнена» введением в состав Верх-Коенской волости.
- Бердская ясачная волость, центр — Бердский острог (ныне город Бердск), Томский разряд/Томский уезд. Впервые была создана со строительством острога в 1716 году (XVIII век).
- Богородская волость (впоследствии — Шегарская волость), центр — село Богородское (Старая Шегарка), Томский уезд (1780-е[3], 1885, 1920, 1924). Создана на землях прежней Больше-Шегарской (ясачной) волости.
- Боготольская волость, центр — посёлок-станция Боготол, Томский уезд (1885, 1890, 1899, 1913); Мариинский уезд (1920—1924). В 1924 будет передана Ачинскому уезду соседней Енисейской губернии; основа современного Ачинского района Красноярского края.
- Болотнинская волость (Болотинская волость), центр — село Болотное, Томский уезд (1913, 1920, 1924) (территория от Ояш до Болотного была в составе Ояшкинской волости до 1909, затем восточнее Ояша формируется Гондатьевская волость, которая в середине 1920-х будет называться укрупнённой Болотнинской волостью — с ноября 1920).
- Больше-Провская волость, Томский уезд (1650—1675), реорганизована в состав Малой Шегарской волости.
- Больше-Шегарская волость (Большая Шегарская волость), центр — село Богородское, Томский уезд (1623, XVIII век, 1805)[3]. Во второй половине XVIII века состояла из ясачной Больше-Шегарской волости (образование для живших здесь селькупских и татарских народов) и русской Богородской волости, созданной вместо прежней Больше-Шегарской: шёл процесс переезда барабо-татарских семей в Мало-Шегарскую волость.
- Бугринская волость, центр — село Бугринское, Томский уезд (1895—1925). Ныне территория этой и соседних волостей является территорией левобережной половины города Новосибирска.
- Варгатёрская волость, центр — село Варгатёр, до 1922 — Томский уезд (1916, 1921), затем, с 1922, — в составе Нармыского уезда.
- Варюхинская волость, центр — село Варюхина, Томский уезд (1913, 1922).
- Васюганская волость, центр — село Васюган, до 1922 — Томский уезд (1916, 1921), затем, с 1922, — в составе Нармыского уезда.
- Вознесенская волость, Томский уезд (1921). Ныне территория этой и соседних волостей является территорией левобережной половины города Новосибирска. Внимание! Не путать данную волость с одноимёнными волостями губернии в Барнаульском и Каинском (затем — Татарском) уездах.
- Вороновская волость, центр — село Вороново, Томский уезд (1911, 1923) (ныне территория Кожевниковского района).
- Вороно-Пашенская волость, центр — село Вороно-Пашенское, Томский уезд (1918, 1923).
- Вьюнская волость, Томский уезд (1898, 1907). Будет объединена с Пихтовской волостью
- Гондатьевская волость, центр — село/станция Болотная, Томский уезд (существовала в период 1909—1923 гг., переименована в Болотнинскую (Болотинскую) волость).
- Горевская волость, Томский уезд (1911).
- Гутовская волость (ныне здесь территории юго-востока Мошковского района и северо-запада Тогучинского района), центр — село Гутовское, Томский уезд (1911, затем до 1925 — в составе Кузнецкого уезда).
- Дмитриевская волость, Томский уезд (1885).
- Екатерининская волость, Томский, затем Каинский, затем Ново-Николаевский уезды (1917, 1924): не путать с одноимённой волостью Барнаульского уезда Томской губернии. В дальнейшем войдёт в состав будущего Коченёвского района.
- Елгайская волость, центр — село Елгайское, Томский уезд (1854[3], 1901, 1913, 1923).
- Емельяновская волость, центр — село Емельяновское, Томский уезд (1920, 1924).
- Зачулымская укрупнённая волость (район), центр — село Пышкино-Троицкое, Томский уезд, 1923—1925.
- Зоркальцевская волость, центр — село Зоркальцевское, Томский уезд (1913, 1924).
- Иксинская волость, центр- посёлок Захарьевский, Томский уезд (1921).
- Инкинская волость, центр — село Инкино, Томский уезд (1913).
- Ишимская волость, центр — село Ишимское (Ишим), Томский уезд (1901, 1913, 1924).
- Иштанская волость, центр — село Иштан, Томский уезд (1898, 1916).
- Казырбакская волость, Томский уезд (1899); в 1920 и 1923 году упоминалась как Козырбакская волость.
- Каргасокская волость, центр — село Каргасок, до 1922 — Томский уезд (1916, 1921), затем, с 1922, — в составе Нармыского уезда.
- Кайлинская волость, центр — село Кайлы, Томский уезд (1863, 1885, 1898, 1911).
- Каменская волость, центр — село Каменка, Томский уезд (1911, 1913): не путать с одноимённой волостью Барнаульского уезда.
- Каргалинская волость, центр — село Каргалинское (бассейн реки Иртыш), Томский уезд (1917). Волость исторически известна как административно-территориальная единица Тарского уезда Тобольской губернии (до 1917), затем была в составе Томской губернии (западная часть Томского уезда, 1917), Акмолинской области (1917—1918); Ишимского уезда Тобольской губернии (1918—1919), Тюменской губернии (1919), Омской губернии (1919), Тюменской губернии (1920—1923). Краткая информация в Википедии по данной территории: Каргалинская волость (Тарский уезд).
- Карпысакская волость (встречалось написание наименования как Корпысакская или Карпысацкая волость), с центром в селе Карпысак (ныне территория Мироновского сельсовета Тогучинского района Новосибирской области — 45 км восточнее Новосибирска); Томский уезд (1912), затем — Ново-Николаевский уезд (1917—1925).
- Кетская волость (впоследствии — разделена на западную, нижнекетскую Колпашевскую волость и у Обь-Енисейского канала — собственно Кетскую (Верхнекетскую) волость), центр — посёлок Кетск, затем- село Тогур, сначала входила в состав Томского разряда (Томского уезда) (XVII век), затем — Нарымский край и Томский уезд (1913), Нарымский уезд (1923). Впервые, как ясачная, Кетская волость, появилась со строительством Кетского острога в 1596.
- Кийская волость, Томский уезд (1885); Ново-Николаевский уезд (1920).
- Киряковская волость (ныне Болотнинский район), Томский уезд.
- Кияйская волость, центр — село Кияйское, Томский уезд (XVIII век и до 1822, до создания Ачинского уезда Енисейской губернии).
- Кожевниковская волость, центр — село Кожевниковское, Томский уезд (1911, 1922).
- Колыванская волость / Колыванская укрупнённая волость (район), центр — город Колывань; Томский уезд (1885, 1915), Ново-Николаевский уезд (1924). Ныне — Колыванский район Новосибирской области.
- Краснореченская волость, центр — село Краснореченское, Томский уезд (XVIII век и до 1822, до создания Ачинского уезда Енисейской губернии).
- Кривошеинская укрупнённая волость (район), центр — село Кривошеино, Томский уезд, 1923—1925.
- Кривощёковская волость (впоследствии — Ново-Николаевская волость), Томский уезд (1869, 1885, 1895, 1911).
- Кульманская волость (Кульмановская волость), центр — село Кульманы, Томский уезд (1915, 1924).
- Литвиновская волость, Томский уезд (1911).
- Малая Провская волость, Томский уезд (1650—1675), реорганизована в состав Малой Шегарской волости.
- Малая Шегарская волость, Томский уезд (1675, XVIII век, 1805)[3].
- Мало-Карюковская волость, (писали также: Малокарюковская волость, Малокорюковская волость и Мало-Корюковская волость), Томский/Ново-Николаевский уезды; сначала Томской (1912), затем Ново-Николаевской губерний (1920).
- Мануйловская волость (ныне Болотнинский район), Томский уезд.
- Миргородская волость, Томский уезд (1916); Каинский уезд/Ново-Николаевский уезд (1917).
- Митрофановская волость, центр — село Митрофановка[4], Томский уезд (1918, 1920).
- Молчановская волость, центр — село Молчаново, Томский уезд (1913, 1923).
- Монастырская волость, центр — село Монастырское, Томский уезд (1913, 1922).
- Нарымская ясачная волость, сначала Томский разряд/Томский уезд, затем, с 1922 — Нарымский уезд (XVI и XVII вв., 1899): не путать с одноимённой волостью в Змеиногорском уезде губернии.
- Нелюбинская волость, центр — село Нелюбино, Томский уезд (XVIII век[3], 1885, 1912, 1924).
- Николаевская волость, центр — село Николаевское[5], Томский уезд (1857[3], 1885, 1901).: не путать с одноимёнными волостями Томской губернии в Барнаульском, Змеиногорском и Кузнецком уездах.
- Никольская волость (Томский уезд), центр — село Дубровино. Волость упоминается в сводках Томского губвоенкомата в июле 1920 года как территория бывшей западной части 1-й Алексеевской волости, в частности, от Дубровино до Ново-Николаевска.
- Ново-Александровская волость (Новоалександровская волость), центр — посёлок Ново-Александровский, Томский уезд (1913, 1920, 1924).
- Ново-Кусковская волость (Новокусковская волость), центр — село Ново-Кусковское, Томский уезд (1894, 1913, 1923).
- Ново-Николаевская волость (Ново-Николаевский уезд) (Ново-Николаевская волость), центр — село Ново-Николаевское / пос. Ново-Николаевский (ныне — Новосибирск), Томский уезд (1905) / с 1921 — Ново-Николаевский уезд (центр — город Ново-Николаевск).
- Ново-Николаевская волость (Томский уезд) (Ново-Николаевская волость), центр — село Ново-Николаевское (ныне Володино), Томский уезд (1923).
- Ново-Никольская волость (Новоникольская волость), центр — село Ново-Никольское, до 1922 — Томский уезд (1898, 1913), затем, с 1922, — в составе Нармыского уезда.
- Ново-Рождественская волость (Новорождественская волость), центр — село Ново-Рождественское, Томский уезд (1920—1924, укрупнена в состав Ишимской укрупнённой волости).
- Ново-Тарышкинская волость (Новотарышкинская), Томский уезд (1911); Ново-Николаевский уезд (1917, 1924). Она же — Ново-Тырышкинская (Новотырышкинская волость). В 1797 — Тырышкинская волость[3].
- Новосёловская волость, центр — с. Новосёлово, Томский уезд, (1783, 1807), затем перейдёт в состав Енисейского уезда
- Ояшкинская волость (Ояшинская волость), центр — село Ояш, Томский/Ново-Николаевский уезд (1797[3], 1830, 1885, 1901, 1913, 1920). (территория от Ояша до Болотного была в составе Ояшкинской волости до 1909, затем восточнее Ояша формируется Гондатьевская волость, которая в середине 1920-х будет называться укрупнённой Болотнинской волостью, см. также справку).
- Панкрушихинская волость, центр — село Панкрушихинское, Томский уезд (1913).
- Парабельская волость, центр — село Парабельское, Томский уезд (с XVIII века по 1931), Нарымский уезд (с 1922).
- Парбигская волость, центр — село Парбиг, Томский уезд (1913, 1924).
- Пачинская волость, центр — село Пачинское, Томский уезд (1911).
- Петропавловская волость (Петро-Павловская волость), центр — село Петропавловское, Томский уезд (1909, 1911, 1913, 1924): не путать с одноимёнными волостями Томской губернии в Барнаульском и Бийском уездах.
- Петуховская волость, центр — село Петухово, Томский уезд (1913, 1924).
- Пихтовская волость, адм. центр находился то в селе Пихтовка, то в городе Колывань, Томский уезд (1898, 1924).
- Подгородная волость (она же — Ачинская волость), центр — село Ачинское, Томский уезд.
- Поломошинская волость, центр — село Поломошинское, Томский уезд (1913, 1923).
- Поперечинская волость, центр — село Поперечинское, Томский уезд (1920, 1924).
- Прокудская волость, Томский уезд (1911), Ново-Николаевский уезд (1920).
- Проскоковская волость, центр — село Проскоково, Томский уезд (1916, 1920).
- Пышкино-Каргачиная волость, центр — село Пышкинское (Пышкино-Троицкое), Томский уезд (1720, 1726).
- Рождественская волость, центр — село Рождественское Томский уезд (1918) (территория совр. Первомайского района).
- Романовская волость, Томский уезд (1913, 1917): не путать с одноимённой волостью соседнего Каинского уезда.
- Северная (1-я Томская) укрупнённая волость (район), центр — Томск и село Северное (ныне — Северск)[источник не указан 1724 дня]., Томский уезд, 1923—1925.
- Семилуженская волость (писали также Семилужная волость), центр — село Семилужинское, Томский уезд (1851[3], 1901, 1913, 1924).
- Сергиево-Михайловская волость (Сергиевомихайловская волость), Томский уезд (1912).
- Сименовская волость, Томский уезд (1921).
- Спасская волость, центр — село Спасское, Томский уезд (1901, 1913, 1923).
- Судженская волость (писали также Суджанская волость), центр — село Судженское, Томский уезд (1913, 1923).
- Тайгинская укрупнённая волость (район), центр — станция Тайга, Томский уезд, 1923—1925.
- Таловская волость, центр — село Таловское, Томский уезд (1913, 1917, 1924).
- Темерчинская волость, центр — село Темерчинское, Томский уезд (1623, XVII и XVIII вв, 1805, 1913)[3].
- Телеутская волость, Томский уезд (1915); Кузнецкий/Кольчугинский уезд (1920—1924). Существовала до 04.09.1924. Упразднена, территория вошла в состав Бачатского района.
- Тискинская волость, центр — село Тискино, до 1922 — Томский уезд (1916, 1921), затем, с 1922, — в составе Нарымского уезда.
- Томская волость, Томский уезд (1915).В ежегоднике «Памятная книжка Томской губернии на 1915 год» в «Справочном разделе» упоминаются отдельно 2 одноимённые волости: Томская волость Кузнецкого уезда и Томская волость Томского уезда.
- Тутальская волость, центр — село Тутальское (Тальское), Томский уезд (1901, 1913, 1920).
- Турунтаевская волость, центр — село Турунтаево, Томский уезд (1911—1925).
- Тымская волость, центр — село Тымск, сначала Томский разряд/Томский уезд, затем Нарымский уезд (1590, XVII, 1923).
- Тырышкинская волость, Томский уезд (1797[3]).
- Умревинская волость, центр — Умревинский острог, Томский уезд. Впервые была создана со строительством острога в 1703 году (Томский разряд/Томский уезд, XVIII век).
- Уртамская волость, центр — село Уртам/Вороново[6] (1885, 1899, 1913). Впервые была создана со строительством Уртамского острога в 1684 году в статусе стана. Как самостоятельная волость реорганизована из стана в 1782 году[3] (Томский разряд/Томский уезд, XVII век).
- Чаинская волость, центр — село Подгорное; до 1922 — Томский уезд (1916, 1921), затем, с 1922, — в составе Нарымского уезда.
- Чатская волость, центр — село Кафтанчиково, Томский уезд (1915, 1924).
- Чатинская волость, Томский уезд (1924).
- Чаусская волость (иногда писали: Чаушская волость, в XVIII веке — Чеуская волость), центр — село Чаусское, Томский уезд (1797[3], 1885, 1912, 1917), Ново-Николаевский уезд (1924).
- Чердатская волость, центр — село Чердаты, Томский уезд (1917), затем — Мариинский уезд (1920).
- Черепановская волость, центр — посёлок Свободный, Ново-Николаевский уезд. Создана по решению Сибревкома в августе-сентябре 1920, выделением части земель из Барнаульского уезда в состав Томского уезда. При создании Ново-Николаевской губернии, с 14 июня 1921 года волость стала частью Ново-Николаевского уезда уже Ново-Николаевской губернии, волостной центр был переименован в посёлок Черепаново. В 1922 году к территории волости Сибревкомом были территории 2-х соседних волостей Барнаульского уезда Алтайской губернии. В 1925 году волость стала районом Сибкрая, посёлок преобразован в город.
- Чилинская волость, село Чилино, Томский уезд (1917, 1920).
- Эуштинская волость, центр — село Эушта, Томский уезд (1920, 1924).
- Юргинская укрупнённая волость (район), центр — посёлок Юрга, Томский уезд, 1923—1925.
- Ярская волость, центр — село Ярское, Томский уезд (1920).

### Барнаульский уезд
Уезд находился в составе Томской губернии в период с 1804 по 1917 гг.
- Алейская волость, центр — село Старо-Алейское, Барнаульский уезд (в составе уезда волость находилась с 1917 по 1921 гг., затем «передана» в состав Змеиногорского/Рубцовского уезда).
- Александровская волость, центр — село Панкрушиха, Барнаульский уезд (1909, 1913): не путать с одноимёнными волостями в других уездах Томской губернии: Бийском, Змеиногорском, Нарымском и Томском.
- Алексеевская волость, центр — село Алексеевка, Барнаульский уезд (1913): не путать с одноимёнными волостями в других уездах Томской губернии: Томском, Ново-Николаевском, Кузнецком, др.
- Антоньевская волость (Антониевская волость), центр — село/станица Антоньевское, Барнаульский уезд (1917).
- Баклушевская волость, центр — село Баклушевское, Барнаульский уезд (1913).
- Барнаул — уездный город (Барнаульский уезд), на правах отдельной волости (1913).
- Барнаульская волость (Большая Барнаульская волость), центр — село Чистюнька (Чистюньское), Бийский уезд (1885); Барнаульский уезд (1893, 1901, 1913).
- Белоярская волость, центр — село Белоярск (Белоярское), Барнаульский уезд (1797, 1822, 1837, 1885, 1899, 1901, 1913).
- Берская волость, центр — село Берское, Барнаульский уезд (1913).
- Битковская волость, Барнаульский уезд (1914).
- Благодатная волость, Барнаульский уезд (1910).
- Богословская волость, Барнаульский уезд (1912).
- Больше-Туровская волость, Барнаульский уезд (1914).
- Боровлянская волость, центр — Анисимово, Барнаульский уезд (1822, 1837, 1885, 1899, 1913).
- Боровская волость, центр — село Боровка, Барнаульский уезд (1899, 1913).
- Бурлинская волость, центр — село Крутиха, Барнаульский уезд (1869, 1885, 1899, 1913).
- Верх-Алеусская волость (Верхалеусская волость), центр — село Верх-Алеусское, Барнаульский уезд (1913).
- Верх-Ирменская волость, Барнаульский уезд (до 1921); Ново-Николаевский уезд (с 1921).
- Верх-Коенская волость, центр — село Верх-Коён, Барнаульский уезд (с 1911).
- Верх-Чингисская волость (Верхчингисская волость), Барнаульский уезд (1913).
- Верх-Чумышская волость (Верхчумышская волость или Верх-Чумыская волость), центр — село Кытманово, Барнаульский уезд (1822, 1837, 1899, 1913).
- Вознесенская волость, центр — село Вознесенское, Барнаульский уезд (1913). Внимание! Не путать данную волость с одноимёнными волостями губернии в Томском и Каинском (затем — Татарском) уездах.
- Волчно-Бурлинская волость (Волчнобурлинская волость), Барнаульский уезд (1913).
- Воробьёвская волость, Барнаульский уезд (1912); Каинский уезд (1916); Ново-Николаевский уезд сначала Томской, а затем Ново-Николаевской губернии (сущ.в 1920—1924) — в будущем (1925) частично войдёт в состав современного Коченёвского района.
- Гилёво-Логовская волость, центр — село Гилёв-Лог, Барнаульский уезд (1913).
- Гоноховская волость, Барнаульский уезд (1912).
- Долгановская волость, Барнаульский уезд (1912).
- Екатерининская волость, центр — село Верхне-Ирманское, Барнаульский уезд (1912): не путать с одноимённой волостью сначала Томского, а в дальнейшем — Каинского уездов Томской губернии.
- Елбанская волость, Барнаульский уезд (1912).
- Жуланихинская волость, Барнаульский уезд (1899).
- Завьяловская волость, центр — село Завьяловка, Барнаульский уезд (1912).
- Заковряшинская волость, центр — село Заковряшинское, Барнаульский уезд (1913).
- Залесовская волость, центр — село Залесовское, Барнаульский уезд (1912).
- Зимовская волость, центр — село Зимовское, Барнаульский уезд (1912, 1917).
- Златополинская волость, Барнаульский уезд (1912).
- Знаменская волость, центр — село Знаменское, Барнаульский уезд (1915).
- Зубковская волость, Барнаульский уезд (1912).
- Ильинская волость, центр — Ильинское (Легостаево), Барнаульский уезд (1913): не путать с одноимённой волостью соседнего Кузнецкого уезда.
- Индерская волость, центр — село Индер, Барнаульский уезд (1909, 1913).
- Каинская волость, центр — село Каин, Барнаульский уезд (1913).
- Калманская волость, Барнаульский уезд (1913).
- Каменская волость, центр — село Камень (с 1915 — город Камень, ныне это город Камень-на-Оби), Барнаульский уезд (со второй половины XIX века — до 1925): не путать с одноимённой волостью Томского уезда.
- Камышенская волость, центр — село Камышенское, Барнаульский уезд (1912.
- Карасёвская волость, центр — село Карасёвское, Барнаульский уезд (1912).
- Карасукская волость, центр — село Карасукское (ныне — село Краснозёрское, районный центр Краснозёрского района Новосибирской области. Не следует путать его с расположенным значительно западнее современным посёлком Карасук, райцентром Карасукского района НСО) (до 1912 волостным центром одно время было село Чёрная Курья), Барнаульский уезд (1868, 1885, 1890, 1901, 1913).
- Касихинская волость, центр — село Касиха, Барнаульский уезд (1913).
- Касмалинская волость (она же упоминается как Касмолинская волость, как Космалинская волость и как Космолинская волость), центр — село Бутырка (с 1922 — Мамонтово), Барнаульский уезд (1822, 1835, 1896, 1901, 1913, 1922). В 1922 году эта волость будет переименована в Мамонтовскую волость. Ныне — Мамонтовский район Алтайского края.
- Клочковская волость, центр — село Клочковское, Барнаульский уезд (1913).
- Ключевская волость, центр — село Ключи, Барнаульский уезд (1913). Ныне — Ключевский район Алтайского края.
- Койновская волость, центр — село Койново (ныне территория города Искитим), Барнаульский уезд (1913, 1918). Упразднена в 1918, восстановлена в 1920 в составе Ново-Николаевского уезда; затем в 1922 волость вновь упразднена, её территория вошла в состав Бердской волости Ново-Николаевского уезда.
- Корниловская волость, центр — село Корниловское, Барнаульский уезд (1913).
- Косихинская волость, центр — село Косихинское, Барнаульский уезд (1899).
- Кочковская волость, центр — село Кочки, Барнаульский уезд (1904, 1913).
- Крестьянская волость, центр — село Крестьянское, Барнаульский уезд (1913).
- Куликовская волость, Барнаульский уезд (1912).
- Кулундинская волость, центр — село Тюменцево, Барнаульский уезд (1822, 1837, 1885, 1901, 1913).
- Кумышская волость, центр — село Кумышское (близ совр. с. Коротояк) (с. Хабары, 1885), Барнаульский уезд (1885, 1912).
- Кундронская волость, центр — село Кундронское, Барнаульский уезд (1909, 1913).
- Легостаевская волость, центр — село Легостаево, Барнаульский уезд/Ново-Николаевский уезд; сначала Томской, затем Ново-Николаевской губернии (1885, 1912, 1920, 1925). В 1924 году было принято решение ВЦИК от 23 октября 1924 года по передаче Легостаевской и Никоновской волостей в укрупнённый Маслянинский район Черепановского уезда Ново-Николаевской губернии. С 1925 года — уезд войдёт в состав (Ново-Николаевского) Новосибирского округа Сибкрая..
- Леньковская волость, центр — село Леньки, Барнаульский уезд (1912).
- Лянинская волость, центр — село Лянино, Барнаульский уезд (1901, 1912).
- Малышевская волость, центр — село Мереть (Мерет), Барнаульский уезд (1822, 1835, 1885, 1913).
- Мариинская волость, центр — село Жуланиха, Барнаульский уезд (1912).: не путать с одноимённой волостью Мариинского уезда Томской губернии.
- Маршанская волость, центр — село Маршанское, Барнаульский уезд (1909, 1913).
- Медведская волость, Барнаульский уезд (1912).
- Михайловская волость, центр — село Марзикуль, Барнаульский уезд (1912): не путать с одноимённой волостью соседнего Бийского уезда.
- Нижне-Каргатская волость (Нижнекаргатская волость), центр — село Нижний Каргат, Каинский уезд (1902); Барнаульский уезд (1912); Каинский уезд (1917).
- Нижне-Кулундинская волость (Нижнекулундинская волость), центр — село Баево (Баевское), Барнаульский уезд (1822, 1835, 1901, 1913).
- Нижне-Чулымская волость (Нижнечулымская волость), центр — село Чулымское (переименовывалось в Сарапулово, затем в Нижний Чулым), Барнаульский уезд (1913).
- Николаевская волость, центр — село Николаевское, Барнаульский уезд (1901, 1913): не путать с одноимёнными волостями Томской губернии в Змеиногорском, Кузнецком и Томском уездах.
- Никоновская волость, Барнаульский уезд (1912)В 1924 году было принято решение ВЦИК от 23 октября 1924 года по передаче Легостаевской и Никоновской волостей в укрупнённый Маслянинский район Черепановского уезда Ново-Николаевской губернии. С 1925 года — уезд войдёт в состав (Ново-Николаевского) Новосибирского округа Сибкрая.
- Новичихинская волость, центр — село Новичихинское, Барнаульский уезд (1912).
- Ново-Ключевская волость (Новоключевская волость), центр — село Ключи, Барнаульский уезд (1898, 1913).
- Ново-Локтевская волость (Новолоктевская волость), центр — село Ново-Локтевское, Барнаульский уезд (1912).. С 1917 — в составе Ново-Николаевского уезда.
- Ново-Романовская волость (Ново-Романовская волость), Барнаульский уезд (1912).
- Ново-Ярковская волость (Новоярковская волость), центр — село Ново-Ярковское, Барнаульский уезд (1912)
- Обская волость, центр — село Юдиха (Бутырево), Барнаульский уезд (1912).
- Озёрно-Титовская волость, Барнаульский уезд (1912).
- Окуловская волость, Барнаульский уезд (1912).
- Ординская волость (писали также: Ордынская волость), центр — село Ординское, Барнаульский уезд (1885, 1893, 1913).
- Орловская волость, Барнаульский уезд (1910).
- Павловская волость, центр — село Павловское, Барнаульский уезд (1913).. В 1860-х была известна как Павловская Горнозаводская волость.
- Панюшевская волость, центр — село Панюшево (Панюшевка), Барнаульский уезд (1913). Она же указывалась как Понюшевская волость, село Понюшево (1901, 1913).
- Петропавловская волость (Петро-Павловская волость), центр — село Петропавловское, Барнаульский уезд (1913): не путать с одноимёнными волостями Томской губернии в Бийском и Томском уездах.
- Подсосновская волость, Барнаульский уезд (1912).
- Покровская волость, центр — село Волчиха, Барнаульский уезд (1896, 1913): не путать с одноимёнными волостями Томской губернии в Бийском, Змеиногорском и Каинском уездах.
- Ребрихинская волость, центр — село Ребриха, Барнаульский уезд (1912).
- Решетовская волость, Барнаульский уезд (1913).
- Родинская волость, Барнаульский уезд (1913).
- Романовская волость, Барнаульский уезд (1912). Не путать с одноимёнными волостями Каинского и Томского уездов Томской губернии.
- Самарская волость, Барнаульский уезд (1914).
- Селиверстовская волость, Барнаульский уезд (1898).
- Сибирская волость, центр — село Юдиха (Бутырево), Барнаульский уезд (1910, 1912).
- Сидоровская волость, Барнаульский уезд (1912).
- Сильвестровская волость, центр — село Сильвестровское, Барнаульский уезд (1912).
- Славгородская волость, центр — Славгород, Барнаульский уезд (1898, 1912).
- Средне-Краюшкинская волость (Среднекраюшкинская волость), центр — село Средне-Краюшкинское, Барнаульский уезд (1912).
- Средне-Красиловская волость (Среднекрасиловская волость), центр — село Средне-Красиловское, Барнаульский уезд (1912).
- Столбовская волость, Барнаульский уезд (1912).
- Суминская волость (Сумская волость), центр — село Сума, Барнаульский уезд (1912).
- Сузунская волость, центр — село Сузун, Барнаульский уезд (1869, 1913).
- Талицкая волость, центр — село Черемушкинское (Черёмушкинское), Барнаульский уезд (1911).
- Тальменская волость, центр — село Тальменское, Барнаульский уезд (1822, 1837, 1885, 1913).
- Титовская волость, центр — село Титовское, Барнаульский уезд (1912).
- Тополинская волость, центр — село Тополинское, Барнаульский уезд (1912).
- Травинская волость, центр — село Травинское, Барнаульский уезд (1912).
- Троицкая волость, Барнаульский уезд (1912).
- Тулинская волость, центр — село Тулинское, Барнаульский уезд (В составе Томской губернии волость находилась с 1911 по 1917, затем была в составе Алтайской губернии до 1920, затем в Ново-Николаевской губернии — до 1925).
- Ужанихинская волость, Барнаульский уезд (1912); Ново-Николаевский уезд (1920).
- Утянская волость, центр — село Утянское, Барнаульский уезд (1912).
- Федосовская волость, Барнаульский уезд (1912, 1914).
- Хмелёвская волость, Барнаульский уезд (1912).
- Хорошенская волость, Барнаульский уезд (1898, 1912).
- Чарышская волость, Барнаульский уезд (1885, 1912): не путать с одноимёнными волостями в соседних Бийском и Змеиногорском уездах Томской губернии.
- Черёмновская волость, центр — село Черёмное, Барнаульский уезд (1912).
- Черепановская волость, центр — посёлок Свободный, Ново-Николаевский уезд. Создана по решению Сибревкома первоначально в составе Томской губернии в августе-сентябре 1920, выделением части земель из Барнаульского уезда. При создании Ново-Николаевской губернии, с 14 июня 1921 года волость стала частью Ново-Николаевского уезда уже Ново-Николаевской губернии, волостной центр был переименован в посёлок Черепаново. В 1922 году к территории волости Сибревкомом были территории 2-х соседних волостей Барнаульского уезда Алтайской губернии. В 1925 году волость стала районом Сибкрая, посёлок преобразован в город.
- Чёрно-Курьинская волость, она же Чёрнокурьинская волость, Черно-Курьинская волость, центр — село Чёрно-Курьинское (Чёрная Курья), Барнаульский уезд (1890, 1901, 1913). С 1912 года расположенное на Транссибе село Чёрная Курья переименовывается в село Карасук, а волость — в Карасукскую.
- Чингинская волость, центр — село Битки, Барнаульский уезд (1885, 1893, 1913)
- Чулымская волость, центр — село (ныне — город) Чулым (на р. Шегарке), Барнаульского уезда (1899), затем — в составе Каинского уезда.
- Чумышская волость, центр — село Сорокинское, Барнаульский уезд (1822, 1835, 1901, 1913).
- Шадринская волость, центр — село Шадринское; создана как Шадринская слобода в составе Бийского уезда в 1783 Томской области Колыванской губернии; с 1804 года — волость в составе Барнаульского уезда (1804, 1885, 1899, 1912).
- Шаховская волость, центр — село Шаховское, Барнаульский уезд (1912).
- Шиловская волость, центр — село Шиловское, Барнаульский уезд (1913).
- Юдихинская волость, центр — село Юдиха (Бутырево), Барнаульский уезд (1913) См. историю / Известна была больше как Обская волость. Переименована с 1910 в Сибирскую волость.
- Ярковская волость, центр — село Ярки, Барнаульский уезд (1912).

### Бийский уезд
Уезд находился в составе Томской губернии в период с 1804 по 1917 гг. В период до 1827 года уезд именовался как Чарышский. В 1894 из состава уезда в самостоятельный Змеиногорский уезд были выведены юго-западные волости.
- Айская волость, центр — село Айское (Ая), Бийский уезд (1913).
- Алейская волость, центр — село Старо-Алейское, Бийский уезд (в составе уезда волость находилась до 1894 года, затем «передана» в состав Змеиногорского уезда).
- Александровская волость, Бийский уезд (1899): не путать с одноимёнными волостями в других уездах Томской губернии: Барнаульском, Змеиногорском, Нарымском и Томском. Данная волость в период 1894—1925 гг. — в составе Змеиногорского уезда Томской/Алтайской губернии..
- Алтайская волость, центр — село Алтайское, Бийский уезд (1885, 1901, 1913).
- Ануйская волость, центр — село Чёрный Ануй, Бийский уезд (1869, 1893, 1899, 1901).
- Ашкшитимская волость, Бийский уезд (1885).
- Баженовская волость, Бийский уезд.
- Барнаульская волость (Большая Барнаульская волость), центр — село Чистюнька (Чистюньское), Бийский уезд (1885); Барнаульский уезд (1893, 1901, 1913).
- Бащелакская волость, центр — деревня Малый Бащелак, Бийский уезд (1913).
- Бийская волость, центр — село Буланихинское, Бийский уезд (1913).
- Боровская волость, Бийский уезд (1899): не путать с одноимённой волостью соседнего Барнаульского уезда.
- Бухтарминская волость, центр — село Снегирёво, Бийский уезд (1885); Змеиногорский уезд (1899, 1913).Волость станет основой отдельного Бухтарминского уезда Алтайской губернии в 1920—1925 гг.
- Верх-Ануйская волость (Верхануйская волость), центр — село Верх-Ануйское, Бийский уезд (1913).
- Верхне-Кумандинская волость (Верхнекумандинская волость), Бийский уезд (1885, 1899).
- Вторая Чуйская волость, центр-село Кош-Агач (1907)
- Енисейская волость, центр — село Енисейское, Бийский уезд (1885, 1901, 1913). Будет переименована в Чернево-Татарскую волость.
- Карабинская волость (писали также: Корабинская волость), центр — село Карабинское, Бийский уезд (1913).
- Катандинская волость, центр — село Катандинское, Бийский уезд (1911).
- Кергежская волость, Бийский уезд (1885, 1899).
- Кокшинская волость, Бийский уезд (1913).
- Колыванская волость, Бийский уезд (1885): не путать с одноимёнными волостями Ново-Николаевского (ранее — Томского) и Мариинского уездов губернии и с волостью с созвучным (Колывановская) наименованием — Колывановской волостью в Змеиногорском уезде.
- Комляжская волость, Бийский уезд (1885).
- Крутоберёзовская волость, Бийский уезд (1885).
- Кузенская волость, Бийский уезд (1885).
- Куяганская волость, центр — село Куяганское, Бийский уезд (1913).
- Лебедская волость, центр — село Турочак, Бийский уезд (волость существовала с 1913 по 1925).
- Мартыновская волость (образована в 1913 в составе Кузнецкого уезда, весной 1917 передана в состав Бийского уезда).
- Марушинская волость, Бийский уезд (1912).
- Михайловская волость, центр — село Михайловское, Бийский уезд (1913).
- Нижне-Чарышская волость (Нижнечарышская волость), центр — село Усть-Каменный Исток (до 1912), затем, с 1912 — село Усть-Калманка, Бийский уезд (1913, 1917).
- Ново-Обнинская волость (Новообнинская волость), Бийский уезд (1914).
- Ново-Одинская волость (Новоодинская волость), центр — село Ново-Одинское, Бийский уезд (1913).
- Новиковская волость, центр — село Новиковское, Бийский уезд (1913).
- Озёро-Куреевская волость, Бийский уезд (1913).
- Огнинская волость, Бийский уезд (1912).
- Паутовская волость, центр — село Паутовское, Бийский уезд (1911).
- Петропавловская волость (Петро-Павловская волость), центр — село Петропавловское, Бийский уезд (1913): не путать с одноимёнными волостями в других уездах Томской губернии: Барнаульском и Томском.
- Покровская волость, центр — село Берёзовка (с 1897), Петровское (1911), Бийский уезд: не путать с одноимёнными волостями Томской губернии в Барнаульском, Змеиногорском и Каинском уездах.
- Пристаньская волость, центр — село Усть-Чарышская Пристань, Бийский уезд (1913).
- Ридерская волость, центр — село Ридерское, Бийский округ (1869).
- Солонешинская волость Салонешинская волость, центр — село Салонешинское/Солонешное, Бийский уезд (1901, 1913). В период 1821—1901 территория относилась к Ануйской волости.
- Сарасинская волость, центр — село Сараса, Бийский уезд (1911, 1924). Волость войдёт в состав земель Алтайского района с 1925 года.
- Сентелекская волость, центр — деревня Сентелек, Бийский уезд (1911).
- Смоленская волость, центр — село Смоленское, Бийский уезд (1885, 1913).
- Сростинская волость, центр — село Сростинское (Сростки), Бийский уезд (1893, 1901, 1913).
- Старо-Тарышкинская волость, Бийский уезд (1913).
- Сузопская волость, Барнаульский уезд (1913).
- Сычёвская волость, центр — село Сычёвское, Бийский уезд (1913).
- Тогуевская волость, Бийский уезд (1899).
- Троицкая волость, Бийский уезд: не путать с одноимённой волостью в Мариинском уезде Томской губернии.
- Убинская волость), Бийский уезд (1885). См. также: Убинская волость (Каинский уезд), Томская губерния (1885, 1899, 1913, 1920).
- Усть-Каменогорская инородная волость (Устькаменогорская волость), центр — пос. Усть-Каменогорск, Бийский уезд (1827, 1912).
- Усятская волость, центр — село Усятское, Бийский уезд (с 1913).
- Хайрюзовская волость, центр — село Хайрюзовское, Бийский уезд (1914).
- Чарышская волость, Бийский уезд (1913): не путать с одноимёнными волостями в соседних Барнаульском и Змеиногорском уездах Томской губернии.
- Черневая Татарская волость (она же — Черневотатарская волость или Чернево-Татарская волость; ранее она именовалась как Верхне-Кумандинская волость), село Енисейское, Бийский уезд (1899).
- Верхне-Кумандинская волость, село Енисейское, Бийский уезд (1899).
- Шебалинская волость, центр — село Шебалинское, Бийский уезд (1911).
- Шубенская волость, центр — село Шубёнское, Бийский уезд (1913).
- Южская волость, Бийский уезд (1885).

### Енисейский уезд(1804—1822)
Уезд находился в составе Томской губернии в период с 1804 по 1822 гг.
 Подробнее волости описаны в статье «Волости Енисейской губернии» 

(наименования волостей будут перепроверены — прим. ред.)
- Анциферовская волость (1783, 1807) — с. Анциферовское.
- Бельская волость (1783, 1807) — с. Бельское.
- Богучанская (Пинчуговская) волость (1807) — с. Богучанское.
- Еланская волость (1783, 1807).
- Казачинская волость (1783, 1807) — с. Казачинское.
- Кежемская волость (1783) — с. Кежемское.
- Назимовская волость (1783).
- Новосёловская волость (1783, 1807) — с. Новосёлово.
- Маклаковская волость (1783, 1807) — с. Маклаково.
- Михалевская волость (1783).
- Петропавловская волость (1783).
- Пинчуговская (Богучанская) волость (1783) — с. Богучанское.
- Подпороженская волость (1783).
- Тасеевская волость (1783, 1807).
- Троицкая волость (1783).
- Усть-Кемская волость (1783).
- Усть-Тунгусская волость (1783).
- Устьянская волость (1783, 1807).
- Чадобская волость (1783).
- Чалбышевская волость (1783).
- Чернянская волость — с. Кежемское.
- Яланская волость — с. Яланское.

### Змеиногорский уезд
Змеиногорский уезд Томской губернии образован как самостоятельный в 1894 году выделением волостей юго-западной части Бийского уезда и волостей южной части Барнаульского уезда Томской губернии. Уезд находился в составе Томской губернии в период с 1894 по 1917 гг. (в 1921 году Змеиногорский уезд Алтайской губернии будет реорганизован в Рубцовский уезд).
- Алейская волость, центр — село Старо-Алейское, Змеиногорский уезд (в составе уезда волость находилась с 1894 по 1917 гг. и с 1921 по 1925; затем «преобразована» в состав Алейского района).
- Александровская волость, Змеиногорский уезд (1899): не путать с одноимёнными волостями в других уездах Томской губернии: Барнаульском, Бийском, Нарымском и Томском.
- Бобровская волость, центр — село Бобровское, Змеиногорский уезд (1885, 1913). Волость находилась недалеко от Усть-Каменогорской крепости, которая ныне находится на территории Восточного Казахстана.
- Бухтарминская волость, центр — село Снегирёво, Бийский уезд (1885); Змеиногорский уезд (1899, 1913).Волость станет основой отдельного Бухтарминского уезда Алтайской губернии в 1920—1925 гг.
- Верх-Бухтарминская волость (Верхбухтарминская волость), центр — село Сенное, Змеиногорский уезд (1899, 1913).
- Владимирская волость, центр — село Верх-Убинское, Змеиногорский уезд (1899, 1913). Ныне — территория Восточно-Казахстанской области Казахстана.
- Змеиногорская волость, центр — село Змеиногорское, Змеиногорский уезд (1869, 1899, 1913). В 1860-х была известна как Змеиногорская Горнозаводская волость.
- Зыряновская волость, центр — село Зыряновское, Змеиногорский уезд (1869, 1899, 1913). В 1860-х была известна как Зыряновская Горнозаводская волость.
- Колывановская волость, центр — село Колывановское, Змеиногорский уезд (1899, 1913): не путать с созвучными по названию — Колыванскими волостями в других уездах губернии: Бийском, Мариинском и Ново-Николаевском.
- Курьинская волость, центр — село Курьинское, Змеиногорский уезд (1899, 1913, 1924)
- Лаптевская волость, центр — село Лаптевское, Змеиногорский уезд (1913)
- Локтевская волость, центр — село Локтевское, Змеиногорский уезд (1869, 1899, 1913).
- Моралихинская волость, Змеиногорский уезд (1914).
- Нарымская волость, Змеиногорский уезд (1899): не путать с одноимённой волостью в Нарымском уезде губернии.
- Николаевская волость, центр — село Салоновка, Змеиногорский уезд (1913): не путать с одноимёнными волостями Томской губернии в Барнаульском, Кузнецком и Томском уездах.
- Ново-Алейская волость (Новоалейская волость), центр — село Красноярское, Змеиногорский уезд (1899, 1913).
- Ново-Егорьевская волость (Новоегорьевская волость), центр — село Ново-Егорьевское, Змеиногорский уезд (1913).
- Ново-Покровская волость (Новопокровская волость), центр — село Ново-Покровское, сначала была в составе Барнаульского (1893), затем (1916) — Змеиногорского уездов.
- Ново-Шульбинская волость (Новошульбинская волость), центр — село Ново-Шульбинское, Змеиногорский уезд (1899, 1913)Ныне территория Восточного Казахстана.
- Покровская волость, центр — село Покровское, Змеиногорский уезд (1913): не путать с одноимёнными волостями Томской губернии в Барнаульском, Бийском и Каинском уездах.
- Поспелихинская волость, центр — село Поспелихинское, Змеиногорский уезд (1913—1925).Волость образована 1 января 1913 года путём выделения части территорий из состава Ново-Алейской волости.
- Риддерская волость, центр — село Риддерское, Змеиногорский уезд (1913). Ныне — территория Восточного Казахстана.
- Угловская волость, центр — село Угловское, Змеиногорский уезд (1913).
- Успенская волость, центр — село Успенское, Змеиногорский уезд (1913).
- Усть-Каменогорская волость, центр — село Красноярское, Змеиногорский уезд (1899)Ныне территория Восточного Казахстана.
- Чарышская волость, центр — село Белоглазово, Змеиногорский уезд (1913): не путать с одноимёнными волостями в соседних Барнаульском и Бийском уездах Томской губернии.
- Черновынская волость, центр — село Черновое, Змеиногорский уезд (1913).
- Шелковниковская волость, Змеиногорский уезд (1898).
- Шипуновская волость, центр — село Шипуновское, Змеиногорский уезд (1913—1921). Волость образована в 1913 году выделением территории ряда сёл Алейской волости. В 1921 году Шипуновская волость и соседние были объединены в состав новой, «Укрупнённой Змеиногорской волости». В реформу 1924—1925 гг. создаётся новый Шипуновский район преимущественно на территории бывшей Шипуновской волости и соседних с ней территорий.

### Каинский (Барабинский) уезд
В истории больше известен как Каинский уезд. Однако некоторое время уезд именовался как Барабинский. Уезд (одно время именовался округом) находился в составе Томской губернии в период с 1804 по 1921 гг.
- Андреевская волость, центр — село Андреевское (Андреевка), Каинский уезд:волость сущ. в 1917; в дальнейшем будет передана Татарскому уезду.
- Биязинская волость (Биазинская волость), Каинский уезд (1917).
- Блазиновская волость, Каинский уезд (1917, 1920).
- Булатовская волость, Каинский уезд (1917, 1920).
- Верхне-Ичинская волость (Верхнеичинская волость), Каинский уезд (1914, 1917).
- Верхне-Каинская волость (Верхнекаинская волость), центр — село Осиновые Колки (левобережье Оби), Каинский уезд (1868, 1916, 1920).
- Верхне-Красноярская волость (Верхнекрасноярская волость), Каинский уезд (1912, 1916, 1920).
- Верхне-Майзасская волость (Верхнемайзасская волость или Верхмайзасская волость), центр — село Верхне-Майзасское, Каинский уезд (1913):сущ. в 1916; в дальнейшем (1917) будет передана Татарскому уезду.
- Верхне-Омская волость (Верхнеомская волость), центр — село Камышевское, Каинский уезд (1885, 1899, 1913):волость в 1917 будет передана Татарскому уезду.
- Верхне-Тарская волость (Верхнетарская волость), центр — село Верхне-Кулябинское, Каинский уезд (1913):волость в 1917 будет передана Татарскому уезду.
- Вознесенская волость, центр — село Вознесенское, Каинский уезд (1885, 1899, 1913). Внимание! Не путать данную волость с одноимёнными волостями губернии в Томском и Барнаульском уездах. В дальнейшем волость была передана в состав Татарского уезда.
- Воробьёвская волость, Барнаульский уезд (1912); Каинский уезд (1916); Ново-Николаевский уезд сначала Томской, а затем Ново-Николаевской губернии (сущ.в 1920—1924) — в будущем (1925) частично войдёт в состав современного Коченёвского района.
- Дергаусовская волость, центр — село Дергаусовское, Каинский/Ново-Николаевский уезд; сначала Томской, затем Ново-Николаевской губернии (1920).
- Доволенская волость, центр — село Доволенское, Каинский/Ново-Николаевский уезд; сначала Томской, затем Ново-Николаевской губернии (1920).
- Дубровенская волость, центр — село Дубровенское, Каинский/Ново-Николаевский уезд; сначала Томской, затем Ново-Николаевской губернии (1920).
- Дупленская волость, центр — село Дупленское, Каинский/Ново-Николаевский уезд; сначала Томской, затем Ново-Николаевской губернии (1917, 1924).
- Екатерининская волость; находилась сначала в составе Томского, а в дальнейшем — Каинского уездов (1917, 1924): не путать с одноимённой волостью Барнаульского уезда Томской губернии.
- Елтышевская волость, Каинский/Ново-Николаевский уезд; сначала Томской, затем Ново-Николаевской губернии (1920, 1924).
- Иткульская волость, центр — село Иткуль, Каинский/Ново-Николаевский уезд; сначала Томской, затем Ново-Николаевской губернии (1899, 1913, 1920, 1924).
- Ичинская волость, Каинский уезд (1917, 1920).
- Казанская волость, центр — село Зюзинское, Каинский уезд (1869, 1885, 1899, 1913); Ново-Николаевский уезд (1920)
- Казаткульская волость, центр — село Казаткуль, Каинский уезд (1899, 1913):волость в 1917 будет передана Татарскому уезду.
- Казаче-Мысская волость (Казачемысская волость), центр — село Казаче-Мысское, Каинский уезд:волость в 1917 будет передана Татарскому уезду.
- Каменская волость (Каминская волость), центр — село Кама, Каинский уезд (1913, 1920).
- Карачинская волость, центр — село Покровское, Каинский уезд (1913):волость в 1917 будет передана Татарскому уезду.
- Каргалинская волость, центр село Каргалинское. В начале 1917 года была передана в состав Каинского уезда Томской губернии из Тарского уезда Тобольской губернии. Уже в конце того же 1917 года волость, в числе прочих западных волостей Каинского уезда, будет передана в состав Татарского уезда для планировавшейся затем передачи в состав Акмолинской области.
- Каргатская волость, центр — село Каргат, Каинский уезд. Подробнее о волости см. статью «Каргатская волость».
- Коченёвская волость, центр — село Коченёво, Каинский уезд (1922).
- Купинская волость, центр — село Купино, Каинский уезд (1911, 1913 … 1924). См. статью «Из истории Купинской волости».
- Кыштовская волость, центр — село Кыштовское, Каинский уезд (1899, 1913):волость в 1917 будет передана Татарскому уезду.
- Лешковская волость, Каинский уезд (1920).
- Меньщиковская волость, центр — село Меньщиковское, Каинский уезд (1913):волость в 1917 будет передана Татарскому уезду.
- Миргородская волость, Томский уезд (1916); Каинский уезд/Ново-Николаевский уезд (1917).
- Михайловская волость, Каинский уезд (1920).
- Нижне-Каинская волость (Нижнекаинская волость), центр — село Булатово, Каинский уезд (1869, 1885, 1899, 1913, 1920).
- Нижне-Каргатская волость (Нижнекаргатская волость), центр — село Нижний Каргат, Каинский уезд (1902); Барнаульский уезд (1912); Каинский уезд (1917).
- Покровская волость, центр — село Покровское, Каинский уезд (1885, 1913): не путать с одноимёнными волостями Томской губернии в Барнаульском, Бийском и Змеиногорском уездах.
- Романовская волость, Каинский уезд: не путать с одноимённой волостью соседнего Томского уезда Томской губернии; сама волость в 1917 будет передана Татарскому уезду.
- Старо-Карачинская волость (Старокарачинская волость), Каинский уезд (1920).
- Старо-Тартасская волость (Старотартасская волость), Каинский уезд (1920).
- Тармакульская волость, Каинский уезд; волость в 1917 будет передана Татарскому уезду; с 1920 — вновь в составе Каинского уезда.
- Тарская волость, Каинский уезд (1914).
- Таскаевская волость, центр — село Таскаево, Каинский уезд (1913, 1917, 1920).
- Татарская волость, центр — станция Татарская, Каинский уезд (1913):волость в 1917 будет передана Татарскому уезду; ст. Татарская станет адм.центром Татарской волости и Татарского уезда.
- Тибисская волость, Каинский уезд (1920).
- Убинская волость, центр — село Убинское, Каинский уезд (1899, 1913, 1920). См. также: Убинская волость (Бийский уезд), Томская губерния.
- Угуйская волость (писали также: Учуйская волость), Каинский уезд:волость в 1917 будет передана Татарскому уезду.
- Уйская волость, Каинский уезд:волость в 1917 будет передана Татарскому уезду.
- Усть-Татарская волость (Устьтатарская волость), Каинский уезд:волость в 1917 будет передана Татарскому уезду.
- Усть-Тартасская волость (Устьтартасская волость), центр — село Спасское, Каинский уезд (1885, 1899, 1913, 1917, 1920). См. жетон полицейского.
- Федосовская волость, Каинский уезд
- Чекинская волость (она же, иное написание — Чикинская волость), центр — село Бочкарёвское, Каинский уезд:волость в 1917 будет передана Татарскому уезду.
- Чистоозёрная волость, Каинский уезд (1920).
- Чулымская волость, центр — село (ныне — город) Чулым (на р. Шегарке), Барнаульского уезда (1899), затем — в составе Каинского уезда.
- Шипицинская волость (Шипицынская, Щипицынская), центр — село Шипицино[7], Каинский уезд (1899, 1913, 1917)
- Юдинская волость, центр — село Юдино, Каинский уезд (1899, 1913):волость в 1917 будет передана Татарскому уезду.

### Канский уезд(1804—1822)
Уезд находился в составе Томской губернии в период с 1804 по 1822 гг. 
Подробнее волости описаны в статье «Волости Енисейской губернии» 

(наименования волостей будут перепроверены, вероятно, не все они имелись в начале XIX века — прим. ред.)
- Абанская волость — с. Абанское, Канский уезд
- Агинская волость — с. Агинское, Канский уезд
- Александровская волость, Канский уезд
- Амонашевская (она же — Уринская) волость — с. Амонашевское, Канский уезд
- Анцирская волость — с. Анцирское, Канский уезд
- Анциферовская волость, Канский уезд
- Бобровская волость, Канский уезд
- Вознесенская волость, Канский уезд
- Выдринская волость, Канский уезд
- Долго-Мостовская волость, Канский уезд
- Еловская волость, Канский уезд
- Заледеевская волость (1807)
- Ирбейская волость — с. Ирбейское, Канский уезд
- Канская волость (1807)
- Касьяновская волость, Канский уезд
- Конторская волость — с. Конторское, Канский уезд
- Кучеровская волость, Канский уезд
- Ладейская волость (1807)
- Назаровская (она же — Езагоровская) волость, Канский уезд
- Нахвальская волость (1807)
- Новосёловская волость, Канский уезд
- Перовская волость — с. Перовское, Канский уезд
- Подгородная волость — г. Ачинск (1807)
- Подсосенская волость, Канский уезд
- Покровская волость, Канский уезд
- Рождественская волость — с. Рождественское, Канский уезд
- Рыбинская волость — с. Рыбинское, Канский уезд (1807)
- Сухобузимская волость (1807)
- Тальская волость, Канский уезд
- Тасеевская волость — с. Тасеевское, Канский уезд
- Тинская волость — с. Тинское, Канский уезд
- Троицко-Заозёрновская волость — с. Троицко-Заозерное, Канский уезд
- Уринская (она же — Амонашевская) волость — с. Уринское, Канский уезд
- Устюжская волость (1807)
- Устьянская (Устьяновская) волость — с. Устьянское, Канский уезд
- Уярская волость — с. Уярское, Канский уезд
- Фаначетская волость, Канский уезд
- Частоостровская волость (1807)
- Червянская волость, Канский уезд
- Шелаевская волость — с. Шелаевское, Канский уезд
- Шелеховская волость, Канский уезд
- Шеломовская волость, Канский уезд

### Кольчугинский уезд(1921—1924)
- (см. ниже «Кузнецкий уезд»)

### Кузнецкий уезд
Уезд находился в составе Томской губернии в период с 1804 по 1925 гг.

В 1921 году Сибревком начинает проводить в Сибири серию административных реформ. В частности, протяжённый Кузнецкий уезд разделён на две части: собственно Кузнецкий уезд с центром в Кузнецке и Кольчугинский уезд (Кольчугинский рудник и Щегловско-Кемеровские копи). При этом год урезанный Кузнецкий уезд (север Кузбасса) называли Щегловским уездом. В 1924 году оба уезда (Кузнецкий/Щегловский и Кольчугинский) вновь объединены в Кузнецкий уезд Томской губернии. Через год уезд и его волости будут упразднены окончательно.
- Александровская волость, Кузнецкий уезд (1913): не путать с одноимёнными волостями в других уездах Томской губернии: Барнаульском, Бийском, Змеиногорском, Томском, Нарымском, др.
- Алексеевская волость (она же — Подонинская волость, 1885), центр — село Подонино, Кузнецкий уезд (1885, 1913): не путать с одноимёнными волостями в других уездах Томской губернии: Барнаульском, Томском, Ново-Николаевском, др.
- Алчедатская волость, центр — село Алчедат, Мариинский уезд (1885); Кузнецкий уезд (1917). Известно, что как минимум до 1913 года волость относилась к Мариинскому уезду
- Барачинская волость, Кузнецкий/Щегловский уезд (1921).
- Бачатская волость (название писалось также как Бочатская волость), центр — село Бачаты, Кузнецкий уезд (1869, 1885, 1899, 1913).
- Бачатская укрупнённая волость (район), центр — село Бачаты, Кузнецкий уезд / Кольчугинский уезд (1923—1925).
- Больше-Ямская волость (Большеямская), Кузнецкий уезд (1921, 1923).
- Вагановская волость, Кузнецкий/Щегловский уезд (1921).
- Вассинская волость, центр — село Вассино, Кузнецкий уезд (1907, 1917), Ново-Николаевский уезд (1920—1922). «Укрупнена» в состав Горевской волости.
- Верхне-Кондомская волость, Кузнецкий уезд (1920).
- Вознесенская волость, центр — село Вознесенское, Кузнецкий уезд (1917).
- Вновь-Стрелинская волость (Вновь-Стрельниковская волость), Кузнецкий уезд (1916, 1924).
- Верхо-Томская волость, (Верхотомская волость) центр — село Искитимское (Усть-Искитимское), Кузнецкий уезд (1899, 1901, 1913).
- Гутовская волость, центр — село Гутовское, Кузнецкий уезд (1920, 1925).
- Дальне-Каргинская волость (Дальнекаргинская волость), Кузнецкий уезд (1899).
- Ельцовская волость, центр — село Ельцовское, Кузнецкий уезд (1913).
- Зарубинская волость, Кузнецкий/Щегловский уезд (1913, 1921, 1924).
- Ильинская волость, центр — село Ильинское, Кузнецкий уезд (1869, 1885, 1899, 1913).
- Караканская волость, Кузнецкий уезд (1917, 1920).
- Карачумышская волость, Кузнецкий уезд (1920—1924).
- Каслинская волость, Кузнецкий/Щегловский уезд (1921).
- Касьминская волость, центр — село Брюханово, Кузнецкий уезд (1885, 1913).
- Кемеровский Рудник (на правах отдельной волости), Кузнецкий/Щегловский уезд (1921).
- Кемеровская укрупнённая волость (район), центр — село Кемеровское, Кольчугинский уезд (1923—1925).
- Керецкая волость, Кузнецкий уезд (1899).
- Кольчугинская волость, Кузнецкий/Кольчугинский уезд (1917, 1920).
- Кондомская укрупнённая волость (район), центр — село Кондома (40 км западнее Таштагола), Кольчугинский уезд (1917, 1923—1925).
- Косьминская волость, Кузнецкий уезд (1917).
- Коуракская волость (встречалось написание наименования как Кауракская волость), центр — село Коуракское, Кузнецкий уезд (1913), Ново-Николаевский уезд (с 1921).
- Крапивинская укрупнённая волость (район), центр — село Крапивино (Крапивинское), Кузнецкий уезд (1920, 1923—1925).
- Краснинская укрупнённая волость (район), центр — село Красное, Кольчугинский уезд (1923—1925).
- Красно-Знаменская волость (Краснознаменская волость), Кузнецкий/Кольчугинский уезд (1920).
- Кузедеевская волость, Кузнецкий уезд (1920).
- Кузнецкая волость, центр — село Христорождественское (у пос. Кузнецк), Кузнецкий уезд (1885, 1899, 1913, 1917)
- Кузнецкая укрупнённая волость (район), центр — город Кузнецк, Кольчугинский уезд (1923—1925).
- Лебедевская волость (Лебедовская волость), центр — село Лебедовское, Кузнецкий/Щегловский уезд (1913, 1920).
- Ленинская укрупнённая волость (район), центр — пос. Ленино, Кольчугинский уезд (1923—1925).
- Мартыновская волость (образована в 1913 в составе Кузнецкого уезда, весной 1917 передана в состав Бийского уезда).
- Морозовская волость, центр — село Морозовское, Кузнецкий уезд (1917, 1920).
- Мрасская волость, Кузнецкий уезд (1917).
- Мунгатская волость, центр — село Борисово, Кузнецкий уезд (XVII век, 1885, 1899, 1913).
- Николаевская волость, Кузнецкий уезд (1917, 1920): не путать с одноимёнными волостями Томской губернии в Барнаульском, Змеиногорском и Томском уездах.
- Покровская волость, Кузнецкий уезд (1917): не путать с одноимёнными волостями в других уездах Томской губернии: Барнаульском, Бийском, Змеиногорском, Каинском.
- Поцовическая волость, Кузнецкий уезд (1914).
- Прокопьевская укрупнённая волость (район), центр — село Прокопьевское, Кольчугинский уезд (1917, 1923—1925).
- Салаирская волость, центр — пос. Салаирский Рудник (Салаирка), Кузнецкий уезд (1869, 1899, 1913). В 1920 году упоминается как Урско-Бедаревская волость.
- Саланровская волость, Кузнецкий/Кольчугинский уезд (1920).
- Сары-Чумышская волость, Кузнецкий уезд (1917).
- Смолинская волость, Кузнецкий/Щегловский уезд (1921).
- Тарсминская волость (писали также: Тарсьминская волость и Тарасминская волость), центр — село Усть-Сосновское, Кузнецкий уезд (1885, 1893, 1899, 1913).
- Телеутская волость, Томский уезд (1915); Кузнецкий/Кольчугинский уезд (1920—1924). Существовала до 04.09.1924. Упразднена, территория вошла в состав Бачатского района.
- Тисковская волость, Кузнецкий/Щегловский уезд (1921).
- Томская волость, Кузнецкий уезд (1915, 1920).В ежегоднике «Памятная книжка Томской губернии на 1915 год» в «Справочном разделе» упоминаются отдельно 2 одноимённые волости: Томская волость Кузнецкого уезда и Томская волость Томского уезда.
- Топкинская укрупнённая волость (район), центр — село Топки, Кольчугинский уезд (1923—1925).
- Уксунайская волость, центр — село Тогульское, Кузнецкий уезд (1885, 1899, 1913).
- Урско-Бедаревская волость, центр — пос. Салаирский Рудник (Салаирка), Кузнецкий уезд (1920). Существовала до 04.09.1924. Упразднена, территория вошла в состав Бачатского района.
- Ускатская волость, Кузнецкий уезд (1920). Существовала до 04.09.1924. Упразднена, территория вошла в состав Бачатского района.
- Усть-Сосновская укрупнённая волость (район), центр — село Усть-Сосново, Кольчугинский уезд (1923—1925).
- Химический Завод (на правах отдельной волости), Кузнецкий/Щегловский уезд (1921).
- Щегловская укрупнённая волость (район), центр — город Щегловск (ныне — Кемерово), Кольчугинский уезд (1923—1925).
- Яминская волость, центр — село Яминское, Кузнецкий уезд (1804, 1899, 1913).

### Мариинский уезд
Уезд находился в составе Томской губернии в период с 1822 по 1925 гг.
- Алчедатская волость, центр — село Алчедат, Мариинский уезд (1885); Кузнецкий уезд (1917). Известно, что как минимум до 1913 года волость относилась к Мариинскому уезду
- Андреевская волость, Мариинский уезд (1917).
- Бараковская волость (писали также как Бароковская), Мариинский уезд (1911).
- Баракановская волость, Мариинский уезд (см. ежегодник «Памятная книжка по Томской губернии», 1912).
- Берчикульская волость, Мариинский уезд (1921).
- Боготольская волость, центр — посёлок-станция Боготол, Томский уезд (1890, 1899, 1913); Мариинский уезд (1920—1924). В 1924 будет передана Ачинскому уезду соседней Енисейской губернии; основа современного Ачинского района Красноярского края.
- Больше-Барандатская волость (Большебарандатская волость), центр — село Больше-Барандатское, Мариинский уезд (1899, 1913, 1917).
- Верхне-Чебулинская волость (другое написание наименования: Верхнечебулинская волость, Верх-Чебулинская волость или Верхчебулинская волость), центр — село Верхние Чебулы (c 1923 — Верх-Чебула), Мариинский уезд (1913, 1923).
- Дмитриевская волость (Димитревская волость, 1885), центр — село Тисуль, Мариинский уезд (1885, 1899, 1911, 1913, 1921).
  - Тисульская укрупнённая волость (район), центр — село Тисуль, Мариинский уезд, (1923—1925).
- Дубровская волость, Мариинский уезд (1924).
- Златогорская волость (Золотогорская волость), Мариинский уезд (1897, 1911).
- Зырянская волость, центр — село Зырянское, Мариинский уезд (1899, 1911, 1913).
  - Зырянская укрупнённая волость, центр — село Зырянское, Мариинский уезд (04.09.1924—09.12.1925):была образована из Зырянской, Дубровской, Чердатской, Туендатской (без одного населённого пункта), части Тутальско-Чулымской, двух населённых пунктов Колыонской волости и двух населённых пунктов Медодатской (остальная часть вошла в Томский уезд) волостей.
- Ижморская укрупнённая волость (район), центр — село Ижморское, Мариинский уезд, (1923—1925).
- Итатская волость, центр — село Итат[8], Мариинский уезд (1899, 1913, 1917, 1923).
- Кийская волость, центр — село Кийское (ныне часть города Мариинска), Мариинский уезд (1920, 1923, 1924). Ныне — территория Мариинского района Кемеровской области.
- Козеюльская волость, (встречается написание как Козиюльская), центр — село Козеюльское, Мариинский уезд (1913).
- Колыванская волость, Мариинский уезд (1899): не путать с одноимёнными волостями Ново-Николаевского (ранее — Томского) и Бийского уездов губернии и с волостью с созвучным (Колывановская) наименованием — Колывановской волостью в Змеиногорском уезде.
- Колыонская волость, центр — село Колыон, Мариинский уезд (1885, 1911, 1913, 1924).
- Корчуковская волость, Мариинский уезд (1917).
- Краснореченская волость, центр — село Краснореченское, Мариинский уезд (XVIII век, 1804, 1899, 1913, 1925). Несколько десятилетий XIX века (после 1822) относилась к Ачинскому уезду соседней Енисейской губернии.
- Куликовская волость, Мариинский уезд (1921).
- Мало-Песчанская волость (Малопесчанская волость), центр — село Малопесчанское, Мариинский уезд (1899, 1913, 1924).
- Мариинская укрупнённая волость (район), центр — город Мариинск, Мариинский уезд, (1923—1925).
- Медодатская волость, центр — село Медодат[9], Мариинский уезд (1921).
- Намбаровская волость, Мариинский уезд (1921)
- Ново-Берёзовская волость, Мариинский уезд (1917).
- Ново-Пазеровская волость (Новопазеровская волость), Мариинский уезд (1921).
- Ново-Петровская волость, Мариинский уезд (1914).
- Пажинская волость, Мариинский уезд (1914).
- Поваренкинская волость, центр — село Поваренкинское (Поваренкино), Мариинский уезд (1913).
- Почитанская волость, центр — село Почитанское, Мариинский уезд (1873, 1885, 1899, 1913).
- Рубинская волость, Мариинский уезд (1912).
- Рыбинская волость, Мариинский уезд (1914).
- Сусловская волость (одно время именовалась как Рубинская волость), центр — село Суслово, Мариинский уезд (1899, 1912, 1913, 1919, 1923).
- Т.-Вертинская волость, Мариинский уезд (1921).
- Тамаринская волость, центр — село Тамаринское, Мариинский уезд (1913).
- Тамбаровская волость, Мариинский уезд (1920).
- Тестяковская волость, Мариинский уезд (1921).
- Тисульская укрупнённая волость (район), центр — село Тисуль, Мариинский уезд, (1923—1925).
- Троицкая волость (Троицкая укрупнённая волость), Мариинский уезд (1923—1925): не путать с одноимённой волостью в Бийском уезде Томской губернии.
- Туендатская волость, центр — село Туендат, Мариинский уезд (1924).
- Тундинская волость, центр — село Тунда, Мариинский уезд (1899, 1913).
- Тутальско-Чулымская волость, Мариинский уезд (1917, 1924).
- Тюлиновская волость, Мариинский уезд (1921).
- Тюменевская волость, центр — село Тюменево, Мариинский уезд (1899, 1913, 1917).
- Тютенская волость, Мариинский уезд (1918).
- Тюхтетская волость, центр — село Тюхтет; в составе Мариинского уезда была с 1910 по 1925 гг., с января 1925 по май 1925 — в составе Ачинского уезда Енисейской губернии РСФСР.
- Тяжиновершинская волость (пишут также: Тяжино-Вершинская волость, Тяженская волость, Тяжено-Вершининская волость), центр — село Орешково, Мариинский уезд (1913).
- Тяжинская волость, центр — село Тяжин, Мариинский уезд, (1912, 1917).
  - Тяжинская укрупнённая волость (район), центр — село Тяжин, Мариинский уезд, (1920, 1923—1925).
- Усть-Кольбинская волость, Мариинский уезд (1921).
- Чердатская волость, центр — село Чердаты, Томский уезд (1917), затем — Мариинский уезд (1920). «Томские губернские ведомости стр. 6 от 19.01.1914 г.: Журналом общего присутствия Губернского управления, состоявщимся 10.01.14 за № 2 определено: с января текущего 1914 г. Зырянскую волость Мариинского уезда разделить на две: Зырянскую и Чердатскую с назначением место пребывания волостного правления в с. Чердатском и включение в неё следующих селений: Чердатское, Изовское, Малиновское, Байкалинское, Язенки, Тегульдетское, Каштаковское, Линдское, Городковское, Ореховское, Березовское, Лаленговское, Медодатское, Кулинковское, Волынское, Зимовское, Отрешьевское, Монастырское, Киселевское и Масляниковское».
- Черпашевская волость, Мариинский уезд (1921).
- Чумайская волость, Мариинский уезд (1921).
- Юрьевская волость, Мариинский уезд (1914).

### Нарымский уезд
Нарымский уезд — одно из первых административно-территориальных образований России на томском Приобье. Однако в 1804 году, с созданием Томской губернии, территории Нарымского уезда становятся территориями Томского уезда. В 1922 году решением Сибревкома вновь создаётся Нарымский уезд. В 1924 году делается попытка преобразовать уезд в укрупнённый район. В 1925 году, в ходе реформы районирования, все сибирские губернии, уезды, волости будут упразднены взамен на создание единого Сибирского края, состоящего преимущественно из районов (бывших укрупнённых волостей).
- Александровская волость, Нарымский уезд (1922, 1924): не путать с одноимёнными волостями в других уездах Томской губернии: Барнаульском, Бийском, Змеиногорском и Томском. Данная волость сначала входила в состав Тобольского округа (уезда), затем, с 1923 — в составе Нарымского уезда Томской губернии. С 10 января 1924 года на её основе впервые формируется современный Александровский район.
- Варгатёрская волость, центр — село Варгатёр, Нарымский уезд (район) (1924).
- Васюганская волость, центр — село Васюган, Нарымский уезд (до 1924 — была «укрупнена» в состав Каргасокской волости).
- Каргасокская волость, центр — село Каргасок, Нарымский уезд (Нарымский край / Нарымский район), 1920—1924.
- Кенгинская волость, центр — село Старица, Нарымский уезд (1924).
- Кетская волость (впоследствии — Колпашевская волость), центр — посёлок Кетск, затем- село Тогур, сначала Томский разряд/Томский уезд (XVII век), затем Нарымский край и Томский уезд (1913), Нарымский уезд (1923). Впервые, как ясачная волость, появилась со строительством Кетского острога в 1596.
- Колпашевская укрупнённая волость (район), центр — село Колпашево, Нарымский уезд / Нарымский край (1923—1925).
- Кошкинская волость, Нарымский уезд (1920).
- Ларпатская волость, Нарымский уезд (1920).
- Лелькинская волость, Нарымский уезд (1920).
- Нарымская волость, Нарымский уезд (1899): не путать с одноимённой волостью в Змеиногорском уезде губернии.
- Ново-Никольская волость (Новоникольская волость), центр — село Ново-Никольское, Нарымский уезд (1898, 1913).
- Нянчинская волость, Нарымский уезд (1920).
- Парабельская волость, центр — село Парабельское, Томский уезд (с XVIII века), Нарымский уезд (1924).
  - Парабельская укрупнённая волость (Парабельский район), центр — село Парабель, Нарымский уезд / Нарымский район (1924—1930).
  - 1-я Парабельская волость, Нарымский уезд (1920).
  - 2-я Парабельская волость, Нарымский уезд (1920).
  - 3-я Парабельская волость, Нарымский уезд (1920).
  - 4-я Парабельская волость, Нарымский уезд (1920).
- Питкинская волость, Нарымский уезд (1920).
- Подгорно-Пайдушная волость, Нарымский уезд (1920).
- Покровская волость, Нарымский уезд (1920).
- Тимская волость, Нарымский уезд (1920).
- Тискинская волость, центр — село Тискино, Нарымский уезд (1922—1924).
- Тогурская волость, центр — село Тогур, Нарымский уезд (1922, 1924).
- Тымская волость, центр — село Тымск, сначала Томский разряд/Томский уезд, затем Нарымский уезд (1590, XVII, 1923). Была «укрупнена» в 1924 в состав Каргасокской волости.
- Чаинская укрупнённая волость (район), центр — село Подгорное, Нарымский уезд / Нарымский край (1923—1925).

### Ново-Николаевский уезд(1917—1921)
Уезд находился в составе Томской губернии в период с 1917 по 1921 гг.

Ново-Николаевский уезд Томской губернии образован решением Временного правительства как самостоятельный в июне 1917 года выделением волостей юго-западной части Томского уезда и восточных волостей Каинского уезда Томской губернии. В 1922—1925 гг. уезд, объединившийся с урезанным Каинским уездом (западные земли Каинского уезда отошли к Татарскому уезду для дальнейшей планировавшейся передачи Акмолинской области / Омской губернии), становятся основой самостоятельной Ново-Николаевской губернии, где вновь установлен Ново-Николаевский уезд, уже в новых границах, так как здесь, на месте прежних Каинского и Ново-Николевского уездов в 1921 создано несколько новых уездов. В новых уездах созданы новые волости Ново-Николаевской губернии (здесь, в данной статье, они не указаны).
- 1-я, 2-я и 3-я Алексеевские волости, Ново-Николаевский уезд: не путать с одноимёнными волостями в других уездах Томской губернии: Барнаульском, Томском, Кузнецком, др..
- Баксинская волость (на реке Бакса, южнее Елгайской волости), Ново-Николаевский уезд (сущ.в 1920—1924).
- Барышевская волость, центр — село Барышево, Томский уезд (1916); Ново-Николаевский уезд (1917—1921).
- Бердская волость, центр — село Бердское, Барнаульский уезд (1885, 1913, 1918); Ново-Николаевский уезд (1920, 1924).
- Бугринская волость, центр — село Бугринское, Томский уезд (1912), Ново-Николаевский уезд (1920).
- Вассинская волость, центр — село Вассино, Кузнецкий уезд (1907, 1917), Ново-Николаевский уезд (1920—1922).
- Верх-Ирменская волость, Барнаульский уезд (до 1921); Ново-Николаевский уезд (с 1921).
- Верх-Коёнская волость, центр — село Верх-Коён, Барнаульский уезд (до 1921); Ново-Николаевский уезд (с 1921).
- Верхне-Каинская волость (Верхнекаинская волость), центр — село Осиновые Колки, Ново-Николаевский уезд (1920).
- Воробьёвская волость, Барнаульский уезд (1912); Каинский уезд (1916); Ново-Николаевский уезд сначала Томской, а затем Ново-Николаевской губернии (сущ.в 1920—1924) — в будущем (1925) частично войдёт в состав современного Коченёвского района.
- Вьюнская волость — в составе Ново-Николаевского уезда в 1920—1921. До 1920 относилась к Томскому уезду.
- Георгиевская волость, Ново-Николаевский уезд; Томская губерния, затем Ново-Николаевская губерния (1920, 1921, 1924).
- Дергаусовская волость, центр — село Дергаусовское, Каинский/Ново-Николаевский уезд; сначала Томской, затем Ново-Николаевской губернии (1920).
- Доволенская волость, центр — село Доволенское, Каинский/Ново-Николаевский уезд; сначала Томской, затем Ново-Николаевской губернии (1920).
- Дубровенская волость, центр — село Дубровенское, Каинский/Ново-Николаевский уезд; сначала Томской, затем Ново-Николаевской губернии (1920).
- Дупленская волость, центр — село Дупленское, Каинский/Ново-Николаевский уезд; сначала Томской, затем Ново-Николаевской губернии (1917, 1924).
- Екатерининская волость, Томский, затем Каинский, с 1917 — Ново-Николаевский уезды (1917, 1924): не путать с одноимённой волостью Барнаульского уезда Томской губернии.
- Елтышевская волость, Каинский/Ново-Николаевский уезд; сначала Томской, затем Ново-Николаевской губернии (1920, 1924).
- Иткульская волость, центр — село Иткуль, Каинский/Ново-Николаевский уезд; сначала Томской, затем Ново-Николаевской губернии (1885, 1899, 1913, 1920, 1924).
- Казанская волость, центр — село Зюзинское, Каинский уезд (1885); Ново-Николаевский уезд (1920).
- Каминская волость, центр — село Кама, Ново-Николаевский уезд (1920).
- Кандауровская волость, Ново-Николаевский уезд (сущ.в 1920—1924).
- Каргатская волость, центр — село Каргат, Каинский, Ново-Николаевский (1920), с 1921 по 1925 — основа Каргатского уезда новой губернии.
- Карпысакская волость (встречалось написание наименования как Корпысакская или Карпысацкая волость), с центром в селе Карпысак (ныне территория Мироновского сельсовета Тогучинского района Новосибирской области — 45 км восточнее Новосибирска); Томский уезд (1912), затем — Ново-Николаевский уезд (1917—1925).
- Кийская волость, Томский уезд (1885); Ново-Николаевский уезд (1920).
- Койновская волость, центр — село Койново (ныне территория города Искитим), Барнаульский уезд (1913, 1918). Упразднена в 1918, восстановлена в 1920 (Ново-Николаевский уезд), затем в 1922 территория вошла в состав Бердской волости Ново-Николаевского уезда.
- Колыванская волость, Ново-Николаевский уезд (сущ.в 1920—1924): не путать с одноимёнными волостями Бийского и Мариинского уездов губернии и с волостью с созвучным (Колывановская) наименованием — Колывановской волостью в Змеиногорском уезде. До образования Ново-Николаевского уезда волость относилась к Томскому уезду.
- Коуракская волость (встречалось написание наименования как Кауракская волость), центр — село Коуракское, Кузнецкий уезд (1913), Ново-Николаевский уезд (с 1921).
- Коченёвская волость, центр — село Коченёво, Ново-Николаевский уезд (1922).
- Круто-Ломовская волость (Крутоломовская волость), Ново-Николаевский уезд; сначала Томской, затем Ново-Николаевской губернии (1920).
- Лебедевская волость, Ново-Николаевский уезд; сначала Томской, затем Ново-Николаевской губернии (1920).Внимание: не путать с Лебедевской волостью Кузнецкого уезда Томской губернии.
- Легостаевская волость, центр — село Легостаево, Барнаульский уезд/Ново-Николаевский уезд; сначала Томской, затем Ново-Николаевской губернии (1913, 1920, 1925).
- Мало-Карюковская волость, (писали также: Малокарюковская волость, Малокорюковская волость и Мало-Корюковская волость), Томский/Ново-Николаевский уезды; сначала Томской (1912), затем Ново-Николаевской губерний (1920).
- Медведьевская волость, Ново-Николаевский уезд; сначала Томской, затем Ново-Николаевской губернии (1920).
- Миргородская волость, Томский уезд (1916); Каинский уезд/Ново-Николаевский уезд (1917).
- Моршанская волость, Ново-Николаевский уезд; сначала Томской, затем Ново-Николаевской губернии (1920).
- Нижнекаинская волость (Нижне-Каинская волость), центр — село Булатово, Ново-Николаевский уезд (1899, 1913).
- Нижне-Чулымская волость (Нижнечулымская волость), центр — село Чулымское, Барнаульский (1913), Ново-Николаевский уезд (1920).
- Нижне-Чумышская волость (Нижнечумышская волость, Ново-Николаевский уезд (1917).
- Ново-Локтевская волость (Новолоктевская волость), центр — село Ново-Локтевское, Ново-Николаевский уезд (1917). Ранее 1917 — в составе Барнаульского уезда.
- Ново-Николаевская волость (Ново-Николаевская волость), центр — село Ново-Николаевское (пос. Ново-Николаевский), Томский уезд (1905) / Ново-Николаевский уезд (центр — город Ново-Николаевск, 1920).
- Ново-Тарышкинская волость (другие виды написания наименования: Новотарышкинская, Ново-Тырышкинская волость, Новотырышкинская волость), Томский уезд (1911), Ново-Николаевский уезд (1917, 1924).
- Ояшкинская волость, центр — село Ояш, Томский уезд (1830, 1901, 1913); с 1917 — в составе Ново-Николаевского уезда (1920).
- Пихтовская волость — в составе Ново-Николаевского уезда в 1920—1924. До 1920 относилась к Томскому уезду.
- Покровская волость, центр — село Покровское, Каинский/Ново-Николаевский уезд (1899, 1913, 1920).: не путать с одноимёнными волостями Томской губернии в Барнаульском, Бийском и Змеиногорском уездах.
- Прокудская волость, Томский уезд (1911), Ново-Николаевский уезд (1920).
- Сорокомышенская волость, Ново-Николаевский уезд (1920 и до 1922).
- Сулинская волость, Ново-Николаевский уезд (1920).
- Таскаевская волость, центр — село Таскаево, Ново-Николаевский уезд (1920).
- Тоя-Монастырская волость, Ново-Николаевский уезд (сущ.в 1920—1924): не путать с Монастырской волостью Томского уезда (устье реки Шегарки)..
- Ужанихинская волость, Барнаульский уезд (1912); Ново-Николаевский уезд (1920).
- Федосовская волость, Ново-Николаевский уезд (1920).
- Чаусская волость (писали также: Чаушская волость, в XVIII веке — Чеуская волость), центр — село Чаусское (Чаусский острог (ныне город Колывань). До 1921 — в составе Томского уезда; в 1921—1924 — Ново-Николаевский уезд.
- Черепановская волость, центр — посёлок Свободный, Ново-Николаевский уезд. Создана по решению Сибревкома в августе-сентябре 1920, выделением части земель из Барнаульского уезда в состав Томского уезда. При создании Ново-Николаевской губернии, с 14 июня 1921 года волость стала частью Ново-Николаевского уезда уже Ново-Николаевской губернии, волостной центр был переименован в посёлок Черепаново. В 1922 году к территории волости Сибревкомом были территории 2-х соседних волостей Барнаульского уезда Алтайской губернии. В 1925 году волость стала районом Сибкрая, посёлок преобразован в город.
- Шегарская волость, Ново-Николаевский уезд (сущ. в 1921—1924, район верховьев реки Шегарки): не путать с шегарскими топонимами Томского уезда у устья реки Шегарки..
- Шибновская волость, Ново-Николаевский уезд; сначала Томской, затем Ново-Николаевской губернии[10].

### Татарский уезд(1917—1919)
Уезд находился в составе Томской губернии в период с декабря 1917 по декабрь 1919 гг.

### Туруханский уезд(1804—1822)
Уезд находился в составе Томской губернии в период с 1804 по 1822 гг.

(преимущественно инородческие волости и дючины — прим. ред.)

### Щегловский уезд(1918—1924)
(Временное наименование территории из нескольких волостей, преобразованной с 1922 в Щегловскую укрупнённую волость в составе Кузнецкого уезда, а в дальнейшем преобразован в Щегловский район — прим. ред.)
- Барачинская волость, Щегловский уезд (1921).
- Больше-Ямская волость, Щегловский уезд (1921).
- Вагановская волость, Щегловский уезд (1921).
- Верхо-Томская волость (Верхотомская волость), Кузнецкий/Щегловский уезд (1921).
- Вновь-Стрелинская волость (Вновь-Стрельниковская волость), Кузнецкий/Щегловский уезд (1921, 1924).
- Зарубинская волость, Кузнецкий/Щегловский уезд (1921).
- Каслинская волость, Щегловский уезд (1921).
- Кемеровский Рудник (на правах отдельной волости), Щегловский уезд (1921).
- Крапивинская волость, Щегловский уезд (1921).
- Лебедевская волость, Кузнецкий/Щегловский уезд (1920). Внимание! Не путать с Лебедевской волостью Ново-Николаевского уезда сначала Томской, затем Ново-Николаевской губерний.
- Морозовская волость, центр — село Морозовское, Кузнецкий/Щегловский уезд (1917, 1920).
- Смолинская волость, Щегловский уезд (1921).
- Тарсминская волость, Щегловский уезд (1921).
- Тисковская волость, Щегловский уезд (1921).
- Химический Завод (на правах отдельной волости), Щегловский уезд (1921).

### Ясачные и другие инородные волости, дючины и управы
- Абинская инородная волость (Абинская инородная кочевая волость), Кузнецкий уезд (1899)
- Алтайская инородная дючина, Бийский уезд (1899)
- Амбарцевская инородная волость, центр — село Амбарцево, Томский уезд (1899, 1913, 1924)
- Ачинская инородная волость, Томский разряд/Томский уезд (XVII век). Впервые была создана со строительством Ачинского острога в 1641
- Ашкытымская инородная управа 1-й половины, Кузнецкий уезд (1899)
- Ашкытымская инородная волость (Ашкытымская инородная кочевая волость 2-й половины), Кузнецкий уезд (1899)
- Ближне-Каргинская инородная кочевая волость (Ближнекаргинская волость), Кузнецкий уезд (1899)
- Богораковская инородная кочевая волость, Кузнецкий уезд (1899)
- Большая Шегарская инородная волость (Большешегарская инородная волость, впоследствии — Шегарская волость), центр — село Богородское (Старая Шегарка), Томский уезд (1899)
- Больше-Аргунская инородная управа (Большеаргунская управа), Томский уезд (1899)
- Больше-Байгульская инородная управа (Большебайгульская волость, Больше-Байгульская-Обская волость) Томский уезд (1899, 1912)
- Больше-Карчагинская инородная управа (Большекарчагинская управа) Томский уезд (1899)
- Больше-Провская волость (Большепровская волость) Томский уезд (1899)
- Больше-Чурубаровская инородная управа (Большечурубаровская управа) Томский уезд (1899)
- Бояновская инородная управа 1-й половины, Кузнецкий уезд (1899)
- Бояновская инородная управа 2-й половины, Кузнецкий уезд (1899)
- Быстринская инородная управа ведения Алтайского заседателя (инородная волость, XIX век), Бийский уезд (упоминается в 1893)
- Васюганская инородная волость, центр — село Васюган, Томский уезд (1911)
- Верхне-Кумандинская волость (Верхнекумандинская волость), Бийский уезд (1885, 1899)
- Верхне-Подгородная волость (Верхнеподгородная волость), Томский уезд (1911)
- Едеевская инородная кочевая волость, Кузнецкий уезд (1899)
- Иштановская волость, центр — село Иштан, Томский уезд (1911)
- Казанская инородная кочевая волость, Кузнецкий уезд (1899)
- Кампарская инородная управа, Кузнецкий уезд (1899)
- Камышанская инородная управа, Кузнецкий уезд (1899)
- Камышская инородная волость (инород.волость и отдельная полицейская управа), центр — село Хабары, Барнаульский уезд (1913)
- Картульская инородная волость, Томский уезд (1899)
- Кашкинская инородная волость, Томский уезд (1911)
- Кергежская инородная волость, Бийский уезд (1893, 1911)
- Кетская ясачная волость, Томский уезд (с 1604)
- Кивинская инородная кочевая волость, Кузнецкий уезд (1899)
- Кийская инородная кочевая волость, Кузнецкий уезд (1899)
- Киргеевская инородная волость, Томский уезд (1911)
- Киштовская инородная волость, Каинский уезд (1916)
- Кокшинская инородная волость, центр — село Кокшинское, Бийский уезд (1913)
- Комляжская инородная волость, Бийский уезд (1885, 1893, 1911)
- Кондомо-Барсиатская инородная кочевая волость, Кузнецкий уезд (1899)
- Кондомо-Бежбояковская инородная кочевая волость, Кузнецкий уезд (1899)
- Кондомо-Елейская инородная кочевая волость, Кузнецкий уезд (1899)
- Кондомо-Итеберская инородная кочевая волость, Кузнецкий уезд (1899)
- Кондомо-Итеберско-Шерегашева инородная кочевая волость (Кондомо-Итеберско-Шерегешева инородная кочевая волость), Кузнецкий уезд (1899)
- Кондомо-Карачерская инородная кочевая волость, Кузнецкий уезд (1899)
- Кондомо-Шелкальская инородная кочевая волость, Кузнецкий уезд (1899)
- Корюковская инородная управа, Мариинский уезд (1912)
- Кузинская инородная волость, центр — село Паспаул, Бийский уезд (1911)
- Кузнецкая инородная волость (1893). Впервые была создана со строительством Кузнецкого острога в 1618 (Томский разряд/Томский уезд)
- Кулманская инородная волость, Томский уезд (1911)
- Кумышская инородная волость 1-й половины, Томский уезд (1885, 1913)
- Кызыльская инородная кочевая волость, Кузнецкий уезд (1899)
- Лариятская инородная волость, Томский уезд (1911)
- Ларпинская инородная волость, Томский уезд (1911)
- Лелькинская инородная волость, Томский уезд (1911)
- Мало-Байгульская-Обская инородная управа (Мало-Байгульская волость), Томский уезд (1899, 1912)
  - Мало-Байгульская-Обская инородная управа, Томский уезд (1899)
- Мало-Коряковская инородная управа, (Малокоряковская инородная управа) Томский уезд (1911)
- Мало-Провская инородная управа, (Малопровская инородная управа) Томский уезд (1899)
- Мало-Чурубаровская инородная управа, (Малочурубаровская инородная управа) Томский уезд (1899) — бывшая в XVII веке Мало-Провская инородная ясачная волость.
- Мало-Шегарская инородная управа, (Малошегарская управа, Мало-Шегарская волость (Малая Шегарская ясачная волость) Томский уезд (1623, XVIII век, 1805[3], 1911).
- Мелесская инородная волость (Мелецкая, Мелесткая, Мелестская, Мелетцкая), Томский разряд/Томский уезд. Впервые была создана со строительством Мелесского острога в 1621
- Мрасско-Елейская инородная кочевая волость, Кузнецкий уезд (1899)
- Мрасско-Изушерская инородная кочевая волость, Кузнецкий уезд (1899)
- Мыютинская инородная волость, центр — село Мыюта, Бийский уезд (1911)
- Нижнекумандинская волость (Нижне-Кумандинская волость), Бийский уезд (1885, 1899)
- Нижнеподгорная инородная волость 2-й половины (Нижне-Подгорная волость), Томский уезд (1911)
- Нижнетогурская инородная волость (Нижне-Тогурская волость), Томский уезд (1911)
- Няньжинская инородная волость, Томский уезд (1911)
- Обскотутальская инородная волость (Обско-Тутальская волость), Томский уезд (1764[3], 1899)
- Обь-Енисейско-канальская инородная волость, (Обь-Енисейский канал инородная волость, Инородная волость Обь-Енисейского канала) Томский уезд (1911)
- Парабельская 1-я Инородная волость 1-й половины, Томский уезд (1911)
- Парабельская 1-я Инородная волость 2-й половины, Томский уезд (1911)
- Парабельская 2-я Инородная волость, Томский уезд (1911)
- Парабельская 3-я Инородная волость, Томский уезд (1911)
- Парабельская 3-я Отдельная Инородная волость, Томский уезд (1911)
- Парабельская 4-я Инородная волость, Томский уезд (1911)
- Пиковская инородная волость, (Пиковская Инородная управа) Томский уезд (1899, 1911)
- Питкинская инородная волость, Томский уезд (1911)
- Подгородно-Пойдушная инородная волость, (Подгороднопойдушная волость) Томский уезд (1911)
- Сагуринская инородная волость, Томский уезд (1899)
- Сарасинская инородная волость, Бийский уезд (1893, 1899)
- Тагадская инородная кочевая волость 2-й половины, Кузнецкий уезд (1899)
- Телеутская инородная управа 1 части, Кузнецкий уезд (1885, 1899)
- Телеутская инородная управа 2 части, Кузнецкий уезд (1899)
- Телеутская инородная управа 3 части, Кузнецкий уезд (1899)
- Телутская инородная управа (1911); она же — Телеутская инородная волость (1912), Томский уезд
- Темерчинская ясачная волость, Томский уезд (1623, XVIII век, 1805)[3].
- Тискинская инородная волость, центр — село Тискино, Томский уезд (1913) (Нарымский край, 17хх, 1911, 1924)
- Тогульская инородная управа 2-й половины, Кузнецкий уезд (1885, 1899)
- Тогурско-Порубежная инородная волость, (Тогурскопорубежная волость) Томский уезд (1911) (Нарымский край, 1918)
- Томская резиденция писаря 11 низовых инородных волостей Томского уезда, город Томск, Томский уезд (1899)
- Томскобухарская инородная волость (Томско-Бухарская волость), Томский уезд (1911)
- Томскоказанская инородная волость (Томско-Казанская волость), Томский уезд (1911)
- Томскотатарская ясачная волость (Томско-Татарская волость), Томский разряд/Томский уезд (Образована вместе со строительством Томского острога в 1604, XVI век)
- Тымская Инородная волость 1-й половины, центр — село Тымск Нарымский уезд (1911)
- Тымская инородная волость 2-й половины, центр — село Тымск Нарымский уезд (1899, 1911)
- Уймонская инородная управа (она же в 1911 — Уймонская инородная волость), центр — деревня Усть-Кокса, Бийкий уезд (1899, 1911)
- Улалинская инородная волость, центр — село Улалинское, Бийский уезд (1911)
- Успенская инородная волость, Бийский уезд (1912)
- Усть-Каменогорская инородная волость (Устькаменогорская волость), центр — пос. Усть-Каменогорск, Бийский уезд (1912)
- Чагинская инородная волость, Томский уезд (1899)
- Чарышская инородная волость, Бийский уезд (1912)
- Чатская инородная волость, центр — село Кафтанчиково, Томский уезд (1911, 1924)
- Черновинская инородная волость, Бийский уезд (1912)
- Чулымская инородная управа, Томский уезд (1899)
- Шепетская инородная волость, Томский уезд (17хх, 1899)
- Шуйская инородная управа, Кузнецкий уезд (1899)
- Эуштинская инородная управа, центр — село Эушта, Томский уезд (1899, 1911)
- Южская инородная волость, центр — село Никольск, Бийский уезд (1893, 1899, 1911)
- Яичная инородная управа, центр — село Яя, Томский уезд (1911)
- Ячинская инородная управа, Кузнецкий уезд (1899)
- Ячинская инородная управа, Томский уезд (1899)

### «Номерные» волости
- 1-я Алтайская Калмыкская Дючина ведения Алтайского заседателя (инородная волость горных алтайцев, XIX век), Бийский уезд. Подробнее о дючинах см. на  и , центр — село Узнезя, (упоминается, например, в 1893)
- 1-я Чуйская Калмыкская инородная волость ведения Алтайского заседателя (инородная волость горных алтайцев, XIX век), центр — станция Чибит, Бийский уезд (1911)
- 2-я Алтайская Дючина ведения Алтайского заседателя (инородная волость горных алтайцев, XIX век), центр — станция Килей, Бийский уезд
- Вторая Чуйская Волость (инородная волость горных алтайцев, XIX век), Бийский уезд, центр — Курай (до 1907 года), Кош-Агач, Бийский уезд
- 2-я Чуйская Калмыкская кочевая инородная волость ведения Алтайского заседателя
- 3-я Алтайская Дючина ведения Алтайского заседателя (инородная волость горных алтайцев, XIX век), центр — станция Килей, Бийский уезд
- 4-я Алтайская Дючина ведения Алтайского заседателя (инородная волость горных алтайцев, XIX век), центр — станция Килей, Бийский уезд
- 5-я Алтайская Дючина ведения Алтайского заседателя (инородная волость горных алтайцев, XIX век), центр — станция Теньга, Бийский уезд
- 6-я Алтайская Дючина ведения Алтайского заседателя (инородная волость горных алтайцев, XIX век), центр — станция Теньга, Бийский уезд
- 7-я Алтайская Дючина ведения Алтайского заседателя (инородная волость горных алтайцев, XIX век), центр — станция Теньга, Бийский уезд

### Полицейские станы в Томской губернии, 1913 год
Полицейские станы и место резиденции станового.
- Томский уезд
  - 1-й (Главный) стан, город Томск
  - 2-й стан, город Томск
  - 3-й стан, село Ишим (Ишимское), Ишимская волость
  - 4-й стан, село Богородское, Богородская волость
  - 5-й стан, город Нарым, Нарымский уезд

Пояснение. К 1913 году 2-й, 3-й, 4-й, 5-й станы входили в состав Томского уезда, даже несмотря на то, что администрация 5-го стана находилась в другом уезде.
- Барнаульский уезд
  - 1-й стан, село Белоярское (Белоярск), Белоярская волость
  - 2-й стан, село Берск, Берская волость
  - 3-й стан, село Камень, Каменская волость (Барнаульский уезд)
  - 4-й стан, село Карасук, Карасукская волость
  - 5-й стан, село Бутырки, Касмолинская волость
  - Камышская инород. управа, село Хабары
- Бийский уезд
  - Антоньевская казачья станица (стан), село Антоньевское
  - Чарышская казачья станица (стан), посёлок Чарышский (Чарышское)
- Змеиногорский уезд
  - 1-й стан, село Курьинское, Курьинская волость
  - 2-й стан, село Шемонаевское, Александровская волость
  - 3-й стан, село Зыряновское, Зыряновская волость
  - Верх-Алейская казачья станица (стан), село Верх-Алейское, Усть-Тартасская волость
- Каинский уезд
  - 1-й стан, село Каргатский Форпост, Каргатская волость, Каинский уезд
  - 2-й стан, город Каинск
  - 3-й стан, город Каинск
  - 4-й стан, село Спасское, Усть-Тартасская волость
  - 5-й стан, село Вознесенское, Вознесенская волость
  - 6-й стан, село Юдино, Юдинская волость
- Кузнецкий уезд
  - 1-й стан, город Кузнецк
  - 2-й стан, село Бачатское, Бачатская волость
  - 3-й стан, село Усть-Сосновское, Тарасминская волость

## Основные источники
- 1899. Адрес-Календарь. Общая Роспись начальствующих и прочих должностных лиц во всем управлении Российской Империи. Часть 1 и 2. — Спб.: Типография Правительствующего Сената, 1899.
- Азиатская Россия: в 3 томах. — СПб.: Изд-во Переселенч.управления, 1914.
  - Том I. Люди и порядки за Уралом. — 576 c.
  - Т.II. Земля и хозяйство. — 638 с.
  - Т.III. Приложения. — CLV с.
- Алтайско-Томская часть Сибири по данным сельскохозяйственной переписи 1916 года / под ред. В. Я. Нагнибеды. — Томск, 1927. — 215 с.
- Алфавитный перечень кратчайших расстояний от станций Ачинск, Ново-Николаевск и Иннокентьевская до всех станций российских железных дорог. — Томск, 1915. — 618 c.
- Альтшуллер М. И. Земство в Сибири. — Томск, 1916.
- Андриевич В. К. Сибирь в XIX столетии. // I-е изд. — СПб.: Тип. и лит. В. В. Комарова, 1889. — (Исторический очерк Сибири, основанный на данных, представляемых Полным Собранием Законов и Сенатским архивом).
- Волостныя, станичныя, сельскія, гминныя правленія и управленія, а также полицейскіе станы всей Россіи съ обозначеніем мѣста ихъ нахожденія. — Кіевъ: Изд-во Т-ва Л. М. Фишъ, 1913.
- Волынский З. Вся Сибирь: справочная книга. — СПб., 1908. — vital.lib.tsu.ru.
- Глейнер А. Сибирь, Америка будущего: по соч. Дж. Ф. Фразера[англ.] «The Real Siberia…» / Пер.с нем. Dr. Phil. Игнатий Рон. — Киев: Тип. П. Барского, 1906. — 62 с.
- Головачёв П. М. Экономическая география Сибири. — М.: Тип. И. Д. Сытина, 1914. — 183 с.
- Города России в 1904 году / изд. Центрального статистического комитета Министерства внутренних дел. — СПб., 1906. III, 1158, XXXII с.
- Города России в 1910 году. — СПб.: Типо-литография Н. Л. Ныркина, 1914. — 1157 с., XXXIV c.
- Гурьев Н. А., Долгоруков В. А. Путеводитель по всей Сибири и Средне-Азиатским владениям России с подробным дорожником; Спутник по минеральным водам Азиатской России: описание городов и разных местностей. Достопримечательности. Сведения о речных и сухопутных сообщениях. Судопроизводство и судоустройство / Сост. под ред. князя В. А. Долгорукова. — Томск: Паровая типо-литография П.И. Макушина, 1895. — 406 с. (разд. паг.): [20] л. ил., портр., карт. — 21 см.
- «Дорожник по Сибири и Азиатской России», научн.ж-л, 1899—1901.
- Завалишин И. И. Описание Западной Сибири [в 2-х частях]. — М.: В тип. Грачёва и комп., 1862. — 419 с.
- Земля кожевниковская: сборник научно-популярных очерков к 75-летию образования Кожевниковского района / Под ред. Я. А. Яковлева; ООО «Научно-производственное объединение „Евразия“», Адм. Кожевниковского района. — Томск: издательство Томского университета, 2006. — 479 с.: ил., 21 см. — С. 164. — ISBN 5-7511-1937-1 — elib.tomsk.ru.
- «Известия Томского губкома РКП(б)» (политич. губернский журнал). — Томск, 1921 … 1924).
- «Исторические акты XVII столетия (1633—1699). Материалы для Истории Сибири» [журнал]. // Собр. и изд. Инн. Кузнецовым. — Томскъ: Типо-Литография Михайлова и Макушина, 1889—1890.
- Историко-статистическое описание городов Томской губернии / сост. кн. Н. А. Костров. — Томск, [1869]. — 117 с.
- Кауфман А. А. Крестьянская община в Сибири: по местным исследованиям 1886—1892 гг. / А. А. Кауфман. — СПб.: книжный магазин А. Ф. Цинзерлинга, 1897. — vital.lib.tsu.ru.
- Кеннан, Дж.. Сибирь и ссылка. — СПб.: Издание В. Врублевского, 1906. — 458 с.
- кн. Долгоруков В. А. Томская губерния и её города // «Дорожник по Сибири и Азиатской России» (ж-л). — Томск, 1899—1900.
- Книга образования переселенческих участков 1885—1912 гг. — Томск, 1913.
- Краев Ф. М. География Томской губернии: для учителей средних и низших учебных заведений, учащихся учительских институтов, семинарий, педагогических курсов, высших начальных и 2-х классных училищ // книга снабжена иллюстрациями и цветной картой губернии / Ф. М. Краев. — Томск: Типография Губернского управления, 1916. — (2), 122 с., (9) л.ил., карт., фото; 22 см. — elib.tomsk.ru.
- Краткий исторический очерк Алтайского округа (1747—1897 гг.). — СПб., 1897. — 137 с. — vital.lib.tsu.ru.
- Крубер А., Григорьев С., Барков А., Чефранов С. Азиатская Россия. Иллюстрированный географический сборник. // Издание 4-е, исправленное и дополненное. — М.: Типо-литография Т-ва И. Н. Кушнерев и Ко., 1915. — VI, 625 с., ил. — www.bookva.org.
- Кузнецов-Красноярский И. П. Исторические акты XVII столетия (1630—1699). Материалы для Истории Сибири. — Томск, 1897. — vital.lib.tsu.ru.
- Марков Г. Ф. География Сибири, с кратким описанием Великого Сибирского пути в приложении / Комис. по устройству общеобраз.чтений для фабрично-заводских рабочих. — М.: Тип. Штаба Моск.воен.округа, 1911. — 171 с.: 164 рис., карт. — 26 см.
- Материалы по обследованию переселенческих хозяйств в Степном крае, Тобольской, Томской, Енисейской и Иркутской губерниях. Вып. 24. — СПб., 1906.
- Музыкин А. П. Предварительная записка к проекту Барнаул—Красноярской железной дороги / Сост. А. П. Музыкин; Красноярское город.обществ.управление. — Красноярск: Тип. Н. Г. Титовский и Ко, 1916. — 36 с.
- Нагнибеда В. Л. Томская губерния. Статистический очерк. / 2-е изд. — Томск, 1920. — 42 с. — vital.lib.tsu.ru.
- Народное хозяйство Томской губернии. — Томск: Издание Томско-Нарымского Союза Потребобществ, 1924. — 242 с.
- Население Сибири (по материалам Всероссийской демографической переписи 1920 года). Погубернские, поуездные и поволостные итоги // Труды Сибирского Статистического Управления. Т.1. Вып. 5. / Общ.ред. М. П. Красильникова. — (б.м.; б.г.) — 46 с.
- Обзор Томской губернии за 1890 год. — Томск: Губернская типография, 1891. — 229 с.
- Образовательное дело в Азиатской России. — СПб., 1913.
- Огородников В. И. Очерк истории Сибири до начала XIX столетия. Ч. 1—2. — Иркутск; Владивосток, 1920—1924.
- «Памятная книжка Томской губернии» — ежегодные статистические сборники (выпуски с 1865 по 1917)  [11].
- «Памятная книжка Западно-Сибирского учебного округа на 1900 год, заключающая в себе список учебных заведений». — Томск, 1900. — vital.lib.tsu.ru.
- Памятная книжка Западно-Сибирского учебного округа на 1916 год, заключающая в себе список учебных заведений. — Томск, 1916.
- Первая всеобщая перепись населения Российской Империи 1897 года. Том 79. «Томская губерния». — СПб., 1904. — vital.lib.tsu.ru.
- Первое легкопассажирское пароходство по р.р. Западной Сибири Е. И. Мельниковой: расписание движения пароходов. 1915 г. — Томск: Т-во «Печатня С. П. Яковлева», 1915. — 105,[3] с.: ил.
- Плотников А. Ф. Нарымский край (историко-статистический очерк). — С.Пб., 1901.
- Петров М. Западная Сибирь. — М.: Тип. Тов-ва И. Д. Сытина, 1908. — 207 с.
- Сведения о населённых местах Томской губернии. Корректурные оттиски. — Б.м.(Томск), 1893. — 48 с. — vital.lib.tsu.ru.
- «Сибирский наблюдатель» (ж-л). — Томск, 1901—1916.
- Сибирский торгово-промышленный календарь на 1910 год. — Томск, 1910.
- Сибирь. Спутник и адресно-справочная торгово-промышленная книга. — М., 1910. — 956 с.
- Сибирь, её современное состояние и её нужды. Сборник статей / Под ред. И. С. Мельника. — СПб., 1908. — 296 с.
- Сибирь и Дальний Восток. — СПб., 1907. — 125 с.
- Список населённых мест Томской губернии на 1893 год. — Томск, 1893. — vital.lib.tsu.ru.
- Список населённых мест Томской губернии на 1899 год. — Томск, 1899.
- Список населённых мест Томской губернии на 1911 год. — Томск, 1911.
- Список губерний, уездов и волостей Сибири на 1 марта 1921 года / [Сост.:] Информационно-инструкторский политотдел Отдела Управления Сибревкома. — Омск: Государственное издательство (Сибирское отделение), 1921. — 20 с.
- Список населённых мест Томской губернии: [по данным позднейших переписей (1910, 1917 и 1920 гг.)]. — Томск: Томское губернское статистическое бюро, 1923.
- Словцов П. А.. Историческое обозрение Сибири [периоды 1588… — 1823 гг.]. — М., 1838.
- Список губерний, уездов и волостей Сибири на 1 марта 1921 года / [Сост.:] Информационно-инструкторский политотдел Отдела Управления Сибревкома. — Омск: Государственное издательство (Сибирское отделение), 1921. — 20 с.
- Список населённых мест Российской Империи. Выпуск 60: Томская губерния: список населённых мест по сведениям 1859 года. — СПб., 1868.
- Справочная книга по Томской епархии за 1902—1923 гг. / Сост. под ред. секретаря Томской духовной консистории Д. Е. Березова. — Томск: Типография Епархиального братства, 1903. — С.126.
- Сушинский. Материалы по исследованию крестьянского и инородческого хозяйства в Томском округе. — Барнаул, 1899.
- «Экономические очерки Томской губернии» (ж-л). — Томск, 1925 (весна).